# 警視庁
警視庁（ けいしちょう、英: Metropolitan Police Department、略称： MPD ）は、東京都に置かれる警察組織またはその本部であり、東京都内を管轄区域とする。

## 概要
警察法の規定により東京都知事の所轄の下に置かれる東京都公安委員会の管理に服し、警視総監がその事務を統括する。なお、地方警務官以外の警察官などの給与支払者は東京都知事である。
警視庁は、府県警察のように警察庁の地方機関である管区警察局の管理下には置かれておらず、広大な面積を有する北海道警察と同じく警察庁の直接の監督下にある。
東京都内を10に分けた方面本部と102の警察署を配置し、2025年（令和7年）4月1日現在の所属警察職員は計46,536人

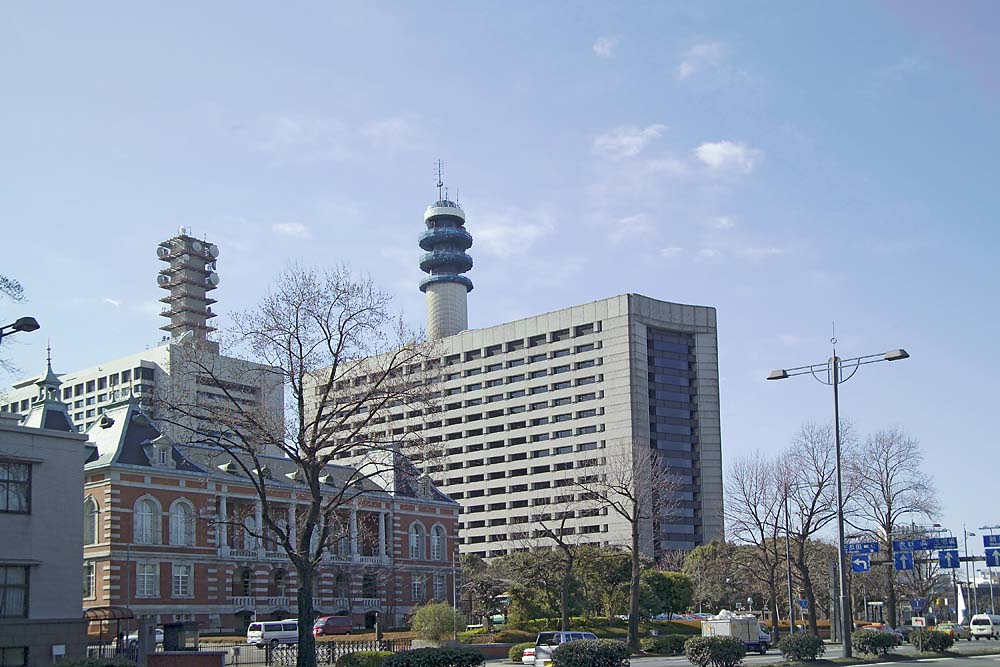
警視庁本部庁舎　　　（中央）
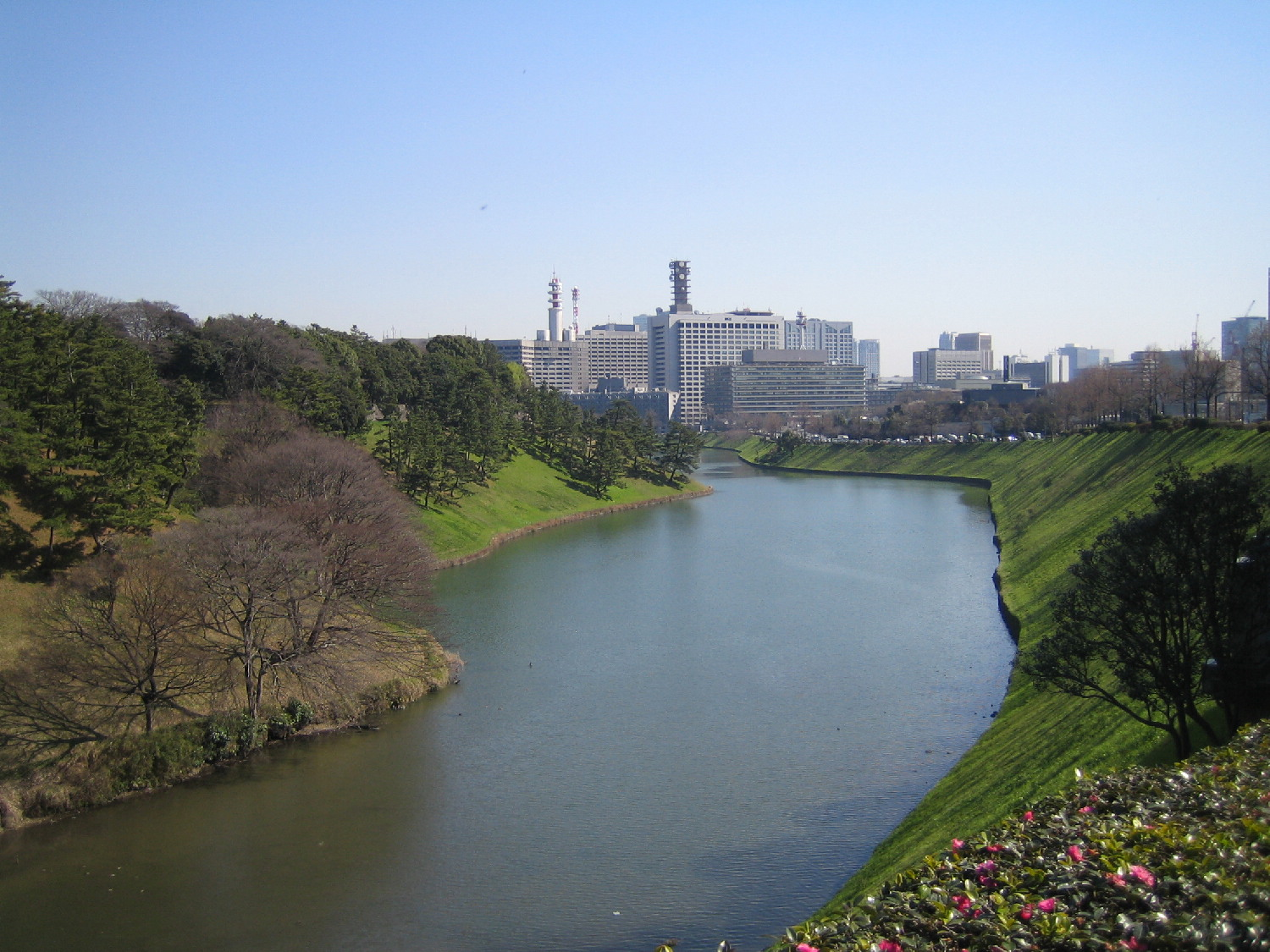
皇居外苑（千代田区）側から望む警視庁本部庁舎遠景

と、世界有数の規模を誇る警察組織である。

## 所在地
【本部庁舎】- 東京都千代田区霞が関二丁目1番1号
（地上18階、地下4階）の高さは塔部込みで123.85m
警察庁と警視庁が使用する警察総合庁舎および警察庁本庁が置かれている中央合同庁舎第2号館と隣接している。
- 所在機関
  - 東京都公安委員会
  - 警察庁東京都警察情報通信部
  - 第一方面本部
  - 警視庁職員信用組合本店

【警察総合庁舎】- 東京都千代田区霞が関二丁目1番1号
内堀通り沿い、警視庁本部庁舎に隣接している。本館（地上8階、地下2階）と別館（地上5階、地下1階）があり、ともに組織の大部分は別の建物にあるので、別棟としての使用である。
- 所在機関
  - 警察庁および警視庁の内部組織
  - 警視庁科学捜査研究所
  - 警視庁職員信用組合本部
  - 警視庁管内特殊暴力防止対策連合会

【新橋庁舎】- 東京都港区新橋六丁目18番8号（愛宕警察署裏手）
- 所在機関
  - 交通管制センター
  - 日本道路交通情報センター東京センターの放送ブース

【多摩総合庁舎】- 東京都立川市緑町3280番地
- 所在機関
  - 第八方面本部
  - 通信指令本部多摩指令センター

### 警視庁の名称
警察法により、都に都警察を置き（36条1項）「都警察の本部として警視庁を置く」（47条1項前段）と道府県警察とは異なる名称が定められており、同法施行令5条1号により本部以外の警察署も警視庁の呼称を冠することになっている。一般的には都警察全体を警視庁と呼称することが多い。また本部の所在地付近の旧称「外桜田門」から、通称あるいは隠語として「桜田門」と呼ばれることもある。
戦後、日本の占領統治を担った連合国軍最高司令官総司令部（GHQ）の公安課は、内務省警保局を頂点とする日本警察の一元的な体制に否定的であり、警察制度改革の一環として首都警察である警視庁の特権的地位を剥奪するために、1947年（昭和22年）9月30日付覚書で警視庁 (内務省)を自治体警察にすべきと指示した。1948年（昭和23年）3月7日、警視庁 (内務省）は解体され、国家地方警察である国家地方警察東京都本部と、東京23区を管轄する自治体警察である警視庁 (旧警察法)、八王子市警察に代表される市町村自治体警察が発足した。斎藤昇国家地方警察本部長官によれば、警視庁 (旧警察法）の名称変更を諮ったところ、従来通りとの意見が多かったため、「警視庁」のままにしたという。この際、GHQは警視庁 (旧警察法)に「警視庁」の名称を認めたが、「警視庁の名称については東京のみが違う名称を使うことは好ましくなく、他の都市も同じ名称にすることに反対しないという条件で東京に警視庁の名称を残すことを許した経緯があるから（GHQ）公安課としては警視庁という名を各都市（七大都市）で使うことを希望する」という方針であった。そのため、GHQの強い後押しで大阪市警視庁が設立されている。しかしその後、GHQの占領統治が終結に向かう中、日本政府は数度に及ぶ警察法の改正を行い、住民投票により自治警を廃止できるようにし、その結果、自治警は402まで激減していた。最終的には1954年の警察法全部改正により、GHQ肝いりの自治体警察は消滅し、大都市の自治警は1年後に全て廃止されることになった。1954年（昭和29年）7月1日に大阪府警察が発足したのに伴い、大阪市警視庁は大阪市警察に改称され、1年後の1955年（昭和30年）7月1日に大阪府警察に吸収されて消滅した。以降、警視庁の名称は、新警察法により国家地方警察東京都本部に、警視庁（旧警察法）と市町村自治体警察を吸収する形で発足した、現在の警視庁のみが使用することを許されている。

## 110番通報の接続先
| 発信元   | 発信元                     | 接続先                                     |
| -------- | -------------------------- | ------------------------------------------ |
| 固定電話 | 市外局番が03の地域         | 千代田区の本部指令センター（本部庁舎）     |
| 固定電話 | 市外局番が044の地域        | 神奈川県警察                               |
| 固定電話 | 市外局番が048の地域        | 埼玉県警察                                 |
| 固定電話 | 市外局番が03でない多摩地域 | 立川市の多摩指令センター（多摩総合庁舎）   |
| 固定電話 | 伊豆諸島・小笠原群島       | 本部指令センター                           |
| 携帯電話 | 携帯電話                   | 電波を受信した基地局の固定電話と同じ接続先 |

## 沿革

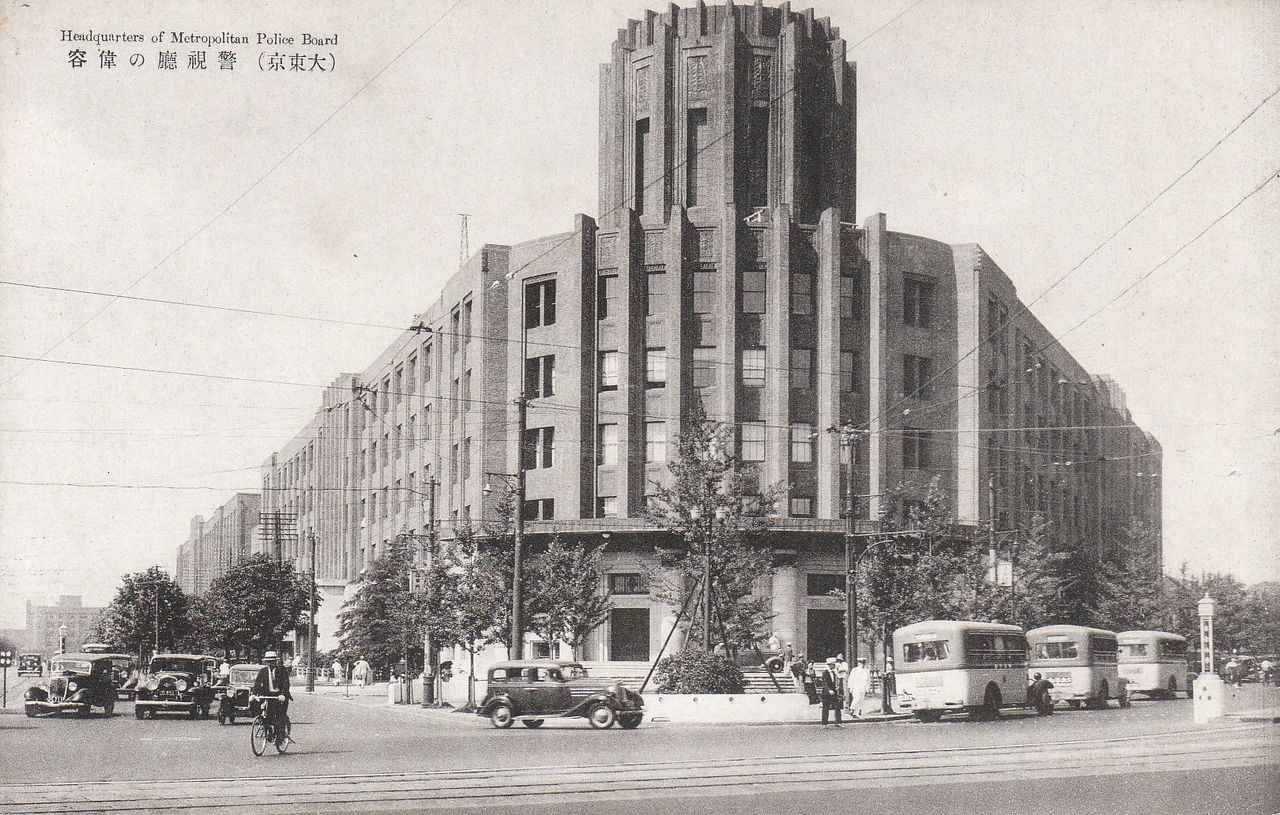
1931年（昭和6年）から1977年（昭和52年）まで使用された建て替え前の旧本部庁舎。1980年（昭和55年）からは同じ場所に現本部庁舎が竣工。

以下の略年表は、主に『警視庁百年の歩み』の「警視庁略年表」と警視庁公式ホームページの「警視庁創立150年記念サイト」を参考にしている。

### 前史
- 1868年（明治元年）4月16日：東征大総督府が江戸市中取締り強化のために、薩摩藩ほか11藩から藩兵を拠出させる。藩兵は後に府兵に改称[8]。
- 1871年（明治4年）10月23日：府兵が廃止され、東京府が薩摩藩出身者を中心に邏卒3,000人による取締組を編成[8]。

### 警視庁の設置
- 1874年（明治7年）
  - 1月15日：川路利良の建議書が採用され、首都警保のために東京府下の警察事務一切を管理する、内務省管轄の東京警視庁を設置[9]（明治七年一月十五日太政官達第六号）。この後に機構の変革があるものの、警視庁の歴史（警視庁創立周年）はこの日を起点としている。
    - なお、1906年（明治39年）に行われた警視庁官制の改正まで、国事犯については全て警視庁の長に執行権限が与えられており、その権限は全国に及んでいた。その為、西南戦争等の騒乱に際し、警視庁の警察官が日本各地に派遣され、騒乱の鎮圧または警戒警備にあたった。

  - 8月19日：警察手帳を交付。
- 1877年（明治10年）
  - 1月11日：日本各地で頻発していた士族の反乱に対処する為、政府は全国の警察を一元化し警察力を内務省の直轄下に置くことを決定し、東京警視庁を廃止し内務省に統合[1]。
  - 1月27日：東京警視本署を設置[1]。
- 1881年（明治14年）1月14日：「警視庁」を再設置。太政官布告1号及び2号により、大警視を警視総監に改め、新たに警視副総監を置く。この年から警察署と巡査屯所を設置[1]。
- 1903年（明治36年）9月21日：騎馬巡査を配置（騎馬隊の発足）。
- 1913年（大正2年）2月10日：護憲派の民衆が都下の交番を襲撃。焼失52ヶ所、破壊24ヶ所[10]。
- 1918年（大正7年）1月1日：オートバイ（通称「赤バイ」）による交通指導取締りを開始。
- 1921年（大正10年）6月2日：刑事部を設置。
- 1923年（大正12年）10月20日：警察官の拳銃携帯が許可される。
- 1931年（昭和6年）5月29日：関東大震災後の「霞が関官庁街集中計画」の先陣を切って、麹町区外桜田町1番地の陸軍教導団砲兵屯営の跡地（現本部庁舎所在地と同じ）に地下1階・地上5階建ての旧桜田門庁舎（本節掲載の写真の建物）が竣工。その後、1977年（昭和52年）1月まで使用される。
- 1933年（昭和8年）10月1日：警視庁に特別警備隊（現在の機動隊に相当）を設置。「昭和の新撰組」と呼ばれた。
- 1936年（昭和11年）8月1日：従来の「赤バイ」が「白バイ」となる。
- 1948年（昭和23年）3月7日：警察法（旧）施行により、それまでの内務省警保局（→内事局第一局、現在の警察庁）および警視庁と府県警察部からなる一本化されていた警察組織は再編成され、これに伴い、東京都区部（東京23区）のみを管轄とする自治体警察としての警視庁 (旧警察法)となる。東京都内ではこの他に、三多摩地区に国家地方警察東京都本部と市町村自治体警察を設置[11]。
- 1954年（昭和29年）7月1日 ：警察法（新）の施行により、国家地方警察と自治体警察が廃止となり、警察庁と都道府県警察に再編成され、再び警察組織が一本化される。これにより、国家地方警察東京都本部（15署）と警視庁 (旧警察法)、八王子市警察などの4市警察が廃止・統合され、再び東京都全域を管轄とした現在の警視庁に再編成される[12]。新警察法案の審議は国会乱闘事件となり、警視庁の警察官が院内出動する事態となった。
- 1957年（昭和32年）4月1日：警邏交通部を交通部に、警備第一部を警備部に、警備第二部を公安部に、予備隊を機動隊にそれぞれ改称。警らに関する業務を警備部に移管。
- 1967年（昭和42年）
  - 4月1日：住居表示実施に伴い、本部の住所表記が「東京都千代田区霞が関二丁目1番1号」に変更。
  - 7月21日：警備部から警ら部が独立。
- 1969年（昭和44年）10月15日：副総監を新設。
- 1976年（昭和51年）：本部庁舎の建て替えに伴い、6月から順次、物産館や東京消防庁旧庁舎等を仮庁舎として使用（1980年まで）。翌年の1977年6月8日から現本部庁舎の建築に着工。
- 1980年（昭和55年）6月17日：地下4階・地上18階建ての警視庁現本部庁舎が竣工。
- 2007年（平成19年） パトカーのデザインを52年振りに「POLICE」のロゴ入りのものに変更。東京マラソン2007から使用され、その後、地域課や交通機動隊などのパトカーを順次新デザインに変更している。

## 予算
警視庁の運営費用は、道府県警察と同様に、警察法第37条や警察法施行令第2条、第3条の規定にあるものは国庫が支弁し補助し、それ以外のものについては東京都が支弁する。

## 人事
警視庁における警視正以上の階級の警察官（地方警務官）の任免は、警察法の規定により国家公安委員会が東京都公安委員会の同意を得て行う（警察庁が補佐する）。ただし、警視総監の任免は、国家公安委員会が東京都公安委員会の同意を得るとともに、内閣総理大臣の承認が必要である。なお警視総監たる警察官、副総監、警務部長および主要各部長は、警察庁の警察官から選考される。このため警視庁から採用された場合の最高階級は、警視正までとなっており、一般的な定年退職まで在職した場合は、警部補までである。
なお警視庁の警部補は、他の道府県の警部補とは違い警部相当職となっている。このため方面本部長が実質的な警視庁採用の最高ポストとなっている。そして警視庁は、警備部所属が多く警察官として花形人事を希望する場合は、他道府県警察官を志望するのが一般的である。
警視以下の階級の警察官および警察官以外の警察職員については、警視総監が東京都公安委員会の意見を聞いて任免する。警部以上の人事は警務部人事第一課で、警部補以下の者は人事第二課が担当している。

## 警察職員

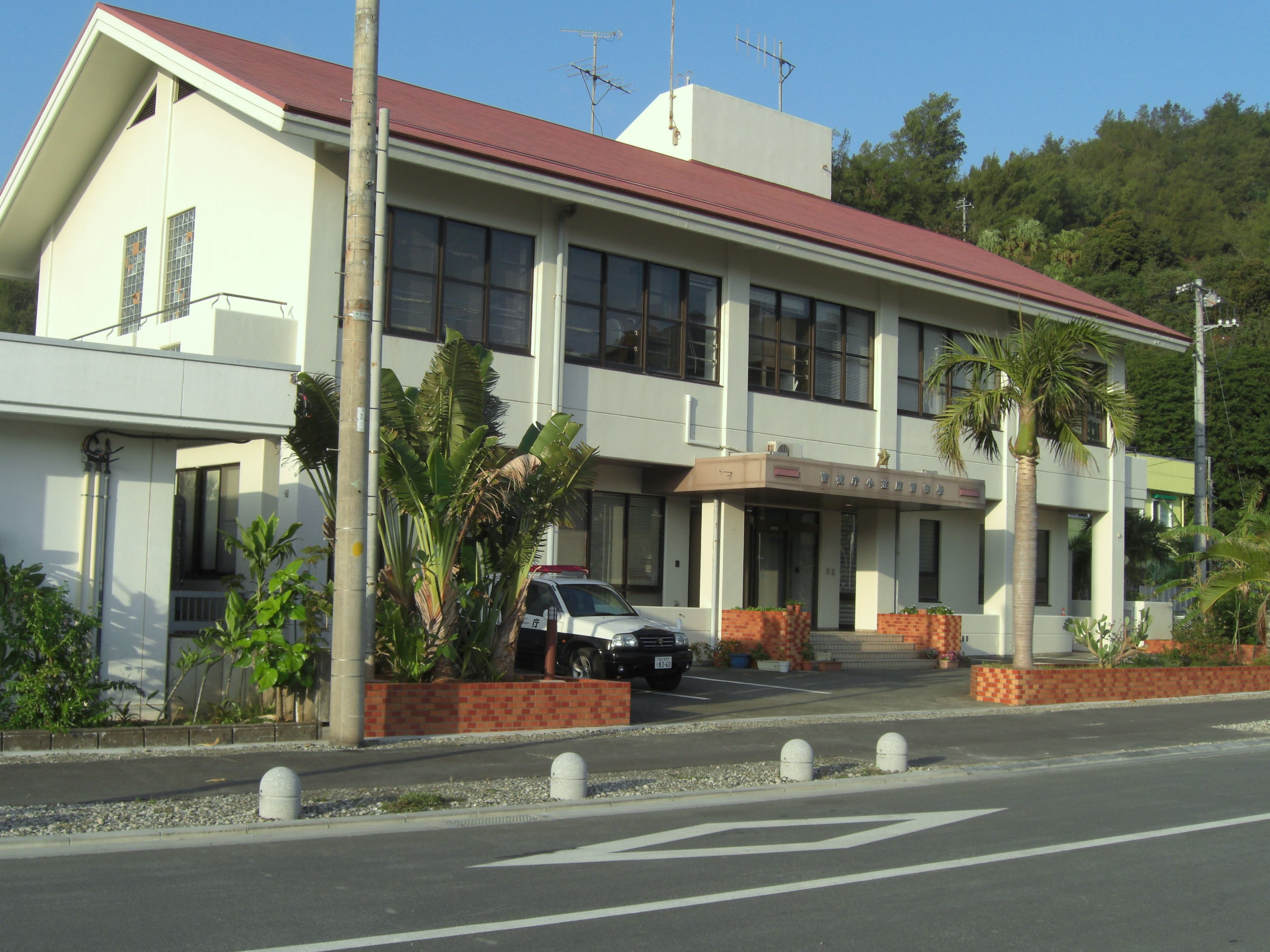
本州から1,000km離れた太平洋上にある島々を管轄する小笠原警察署

### 出向者
警視庁は東京都の警察組織であるが、主要課長および部長級以上の幹部の多くが、国家公務員採用I種試験に合格し警察庁に警察官として採用された、いわゆる「キャリア組」によって占められる。この「キャリア組」は警察庁からの出向者であり、その絶対数は日本の警察本部の中でも首都警察である警視庁が最多である。

## 本部組織
警視庁本部には、警視総監、副総監の監督の下、9つの部が置かれている。各部長のうちの総務・警務・警備・公安・刑事の5部は必ずキャリア警視監が就き、それら以外の4部（交通・地域・生活安全・組織犯罪対策）は2人がキャリアの警視監、残り2人が警視庁採用組の警視長が就く慣例となっている。
なお、「副総監」は階級ではなく大阪府警察でいう「副本部長」に相当する職名であり、階級は警視監である。

### 総務部
- 企画課
  - 東京都公安委員会室
  - 警視総監秘書室
  - 警視庁犯罪被害者支援室
  - 警視庁庁舎管理室
  - 警視庁取調監督室
- 文書課
  - 警視庁情報公開センター
- 情報管理課
- 広報課
  - 警視庁広報センター
  - 警視庁音楽隊
- 会計課
  - 警視庁会計監査室
  - 警視庁遺失物センター
- 用度課
  - 警視庁検収センター
- 装備課
  - 警視庁装備開発運用センター
  - 警視庁通信管理運用センター
- 施設課
- 留置管理第一課
- 留置管理第二課

### 警務部
- 人事第一課
  - 警視庁制度企画室
- 人事第二課
  - 警視庁採用センター
- 訟務課
- 給与課
- 厚生課
  - 警視庁職員相談支援センター
- 教養課
  - 警視庁柔道指導室
  - 警視庁剣道指導室
  - 警視庁逮捕術指導室
  - 警視庁拳銃指導室
  - 警視庁通訳センター
- 警視庁健康管理本部

### 交通部
- 交通総務課
- 交通執行課
  - 警視庁交通反則通告所
  - 警視庁白バイ訓練所
- 交通捜査課
- 交通規制課
  - 警視庁都市交通管理室
- 交通管制課
  - 警視庁交通管制センター
- 駐車対策課
  - 警視庁放置駐車対策センター
- 警視庁運転免許本部
- 警視庁府中運転免許試験場
- 警視庁鮫洲運転免許試験場
- 警視庁江東運転免許試験場
- 警視庁第一交通機動隊
- 警視庁第二交通機動隊
- 警視庁第三交通機動隊
- 警視庁第四交通機動隊
- 警視庁第八方面交通機動隊
- 警視庁第九方面交通機動隊
- 警視庁高速道路交通警察隊
  - 新富分駐所／隊本部（中央区）
  - 八王子分駐所（八王子市）

### 警備部
- 警備第一課
  - 警視庁危機管理室
  - 警視庁特殊部隊（英語: Special Assault Team、略称：SAT）
  - 東京国際空港テロ対処部隊
- 警備第二課
- 災害対策課
  - 警視庁特殊救助隊（英語: Special Rescue Team、略称： SRT）
- 警衛課
- 警護課
  - 警視庁総理大臣官邸警備隊
- 警視庁第一機動隊
- 警視庁第二機動隊
- 警視庁第三機動隊
- 警視庁第四機動隊
- 警視庁第五機動隊
- 警視庁第六機動隊
- 警視庁第七機動隊
- 警視庁第八機動隊
- 警視庁第九機動隊
- 警視庁特科車両隊
- 警視庁航空隊

### 地域部
- 地域総務課
  - 警視庁遊撃特別警ら隊
- 地域指導課
  - 警視庁職務質問指導室
- 警視庁通信指令本部
- 警視庁第一自動車警ら隊
- 警視庁第二自動車警ら隊
- 警視庁第八方面自動車警ら隊
- 警視庁第九方面自動車警ら隊
- 警視庁鉄道警察隊

### 公安部
- 公安総務課
- 公安第一課
- 公安第二課
- 公安第三課
- 公安第四課
- 外事第一課
- 外事第二課
- 外事第三課
- 外事第四課
- 警視庁サイバー攻撃対策センター
- 警視庁公安機動捜査隊

### 刑事部
- 刑事総務課
- 捜査第一課
  - 警視庁特命捜査対策室
- 捜査第二課
  - 警視庁聴訴室
- 捜査第三課
- 捜査共助課
- 鑑識課
- 警視庁科学捜査研究所
- 警視庁捜査支援分析センター
- 警視庁第一機動捜査隊
- 警視庁第二機動捜査隊
- 警視庁第三機動捜査隊

### 生活安全部
- 生活安全総務課
  - 警視庁生活安全カメラセンター
  - 警視庁生活安全相談センター
- 人身安全対策課
- 生活経済課
  - 警視庁金融犯罪対策室
- 生活環境課
- 保安課
- 少年育成課
  - 警視庁大森少年センター
  - 警視庁世田谷少年センター
  - 警視庁新宿少年センター
  - 警視庁巣鴨少年センター
  - 警視庁台東少年センター
  - 警視庁江戸川少年センター
  - 警視庁立川少年センター
  - 警視庁八王子少年センター
- 少年事件課
- サイバー犯罪対策課
  - 警視庁ネットワーク捜査指導室
- 警視庁生活安全特別捜査隊

### 組織犯罪対策部
- 組織犯罪対策総務課
  - 警視庁組織犯罪対策情報分析室
- 犯罪収益対策課
- 国際犯罪対策課
- 暴力団対策課
- 薬物銃器対策課
- 警視庁組織犯罪対策特別捜査隊

### 警視庁警察学校
- 庶務部
- 初任教養部
- 専科教養部

## 方面本部
第一から第十方面まで、計10の方面本部が置かれており、霞が関の本部（警視庁本部庁舎）と所轄署の中間的立場として、各所轄の連携と広域対応及び所轄警察署への監察業務を行っている。旧来は第九方面までの計9方面本部体制であったが、2002年に北区・板橋区・練馬区の各区域を分離独立した第十方面が新設され、現行の計10方面本部体制となった。各方面本部長の階級は、第一・四・八の各方面が警視長、それら以外は警視正。
- 第一方面本部 - 千代田区霞が関二丁目1番1号（警視庁本部庁舎）
  - 担当区：千代田区・中央区・港区・島嶼部および品川区・大田区・江東区の東京湾岸警察署管轄区域
  - 識別章所属表示はLA
- 第二方面本部 - 品川区勝島一丁目3番12号
  - 担当区：品川区・大田区（東京湾岸警察署管轄区域を除く）
  - 識別章所属表示はLB
- 第三方面本部 - 目黒区大橋二丁目21番6号
  - 担当区：世田谷区・目黒区・渋谷区
  - 識別章所属表示はLC
- 第四方面本部 - 中野区中野四丁目12番2号
  - 担当区：新宿区・中野区・杉並区
  - 識別章所属表示はLE
- 第五方面本部 - 文京区春日一丁目5番12号
  - 担当区：文京区・豊島区
  - 識別章所属表示はLF
- 第六方面本部 - 台東区東浅草二丁目27番11号
  - 担当区：台東区・荒川区・足立区
  - 識別章所属表示はLH
- 第七方面本部 - 江東区新木場四丁目2番31号
  - 担当区：江東区（東京湾岸署管轄区域を除く）・墨田区・葛飾区・江戸川区
  - 識別章所属表示はLJ
- 第八方面本部 - 立川市緑町3280番地（警視庁多摩総合庁舎）
  - 担当区：立川市・武蔵野市・三鷹市・府中市・昭島市・調布市・小金井市
小平市・東村山市・国分寺市・国立市・西東京市・狛江市・東大和市・清瀬市・東久留米市・武蔵村山市
  - 識別章所属表示はLK
- 第九方面本部 - 八王子市大横町14番20号
  - 担当区：八王子市・町田市・日野市・多摩市・稲城市・青梅市・福生市・羽村市・あきる野市・西多摩郡
  - 識別章所属表示はLL
- 第十方面本部 - 北区西が丘三丁目4番7号
  - 担当区：北区・板橋区・練馬区
  - 識別章所属表示はLG

## 警察署
102の警察署を有する。

各署長の階級は、大規模18署（麹町・丸の内・築地・麻布・赤坂・蒲田・世田谷・渋谷・四谷・新宿・池袋・上野・浅草・本所・立川・八王子・町田・板橋）が警視正、それら以外の各署は警視。

副署長は島部警察署（大島・新島・三宅島・八丈島および小笠原）以外の警察署に設置される。

### 第一方面
- 警察署数は19。※警察車両のナンバー地名は千代田区・中央区・港区・島嶼部が「品川」、江東区が「江東」となる。

| ※    | 警察署名称     | 所在地              | 所在地              | 管轄区域 |
| ---- | -------------- | ------------------- | ------------------- | --- |
| 品川 | 麹町警察署     | 千代田区            | 麹町1丁目4-5        | 千代田区：千代田の一部、北の丸公園、一ツ橋の一部、霞が関の一部、永田町・隼町・平河町・紀尾井町・麹町・一番町・二番町・三番町・四番町・五番町・六番町・九段南・九段北・富士見・飯田橋 |
| 品川 | 丸の内警察署   | 千代田区            | 有楽町3丁目8-1      | 千代田区：千代田の一部、皇居外苑・大手町・丸の内・有楽町・内幸町・日比谷公園、霞が関の一部 |
| 品川 | 神田警察署     | 千代田区            | 神田錦町3丁目10     | 千代田区：神田錦町、一ツ橋の一部、神田神保町・西神田・神田三崎町・神田猿楽町・神田駿河台・神田淡路町・神田小川町・神田美土代町・神田司町・神田多町、内神田の一部 |
| 品川 | 万世橋警察署   | 千代田区            | 外神田1丁目16-5     | 千代田区：神田須田町・外神田・神田練塀町・神田相生町・神田花岡町・神田松永町・神田平河町・神田和泉町・神田佐久間町・神田佐久間河岸・東神田・岩本町・神田岩本町・神田東松下町・神田富山町・神田北乗物町・神田東紺屋町・神田紺屋町・神田西福田町・神田美倉町・鍛冶町・神田鍛冶町、内神田の一部 |
| 品川 | 中央警察署     | 中央区              | 日本橋兜町14-2      | 中央区：日本橋本石町・日本橋室町・日本橋本町・日本橋小伝馬町・日本橋大伝馬町・日本橋堀留町・日本橋小舟町・日本橋茅場町・日本橋兜町・日本橋・八重洲・京橋・八丁堀・新川 |
| 品川 | 久松警察署     | 中央区              | 日本橋久松町8-1     | 中央区：日本橋富沢町・日本橋人形町・日本橋小網町・日本橋蛎殻町・日本橋箱崎町・日本橋中洲・日本橋浜町・日本橋久松町・東日本橋・日本橋横山町・日本橋馬喰町 |
| 品川 | 築地警察署     | 中央区              | 築地1丁目6-1        | 中央区：銀座・新富・入船・湊・明石町・築地・浜離宮庭園 |
| 品川 | 月島警察署     | 中央区              | 晴海3丁目16-14      | 中央区：佃・月島・勝どき・豊海町・晴海 |
| 品川 | 愛宕警察署     | 港区                | 新橋6丁目18-12      | 港区：東新橋・新橋・西新橋、海岸の一部、浜松町・芝大門・芝公園・愛宕、虎ノ門の一部 |
| 品川 | 三田警察署     | 港区                | 芝浦4丁目2-12       | 港区：三田・芝・芝浦、海岸の一部 |
| 品川 | 高輪警察署     | 港区                | 高輪3丁目15-20      | 港区：高輪・白金・白金台、港南の一部 品川区：北品川の一部 |
| 品川 | 麻布警察署     | 港区                | 六本木4丁目7-1      | 港区：六本木の一部、西麻布・元麻布・南麻布・麻布十番・東麻布・麻布台・麻布狸穴町・麻布永坂町 |
| 品川 | 赤坂警察署     | 港区                | 赤坂4丁目18-19      | 港区：元赤坂・赤坂・北青山・南青山、虎ノ門の一部、六本木の一部 |
| 品川 | 東京湾岸警察署 | 江東区青海2丁目7-1  | 江東区青海2丁目7-1  | 港区：台場、港南の一部 |
| 江東 | 東京湾岸警察署 | 江東区青海2丁目7-1  | 江東区青海2丁目7-1  | 江東区：青海・有明・東雲・辰巳・新木場・若洲・夢の島・海の森・中央防波堤外側埋立地の一部 |
| 品川 | 東京湾岸警察署 | 江東区青海2丁目7-1  | 江東区青海2丁目7-1  | 品川区：東品川の一部、八潮の一部、東八潮 大田区：城南島、東海の一部・令和島 白鬚橋以南の隅田川とその支流、船堀橋以南の荒川・中川、大師橋以東の多摩川 京浜港東京区・東京東航路・東京西航路 |
| 品川 | 大島警察署     | 大島町元町1丁目6    | 大島町元町1丁目6    | 大島町、利島村 |
| 品川 | 新島警察署     | 新島村本村3丁目13-4 | 新島村本村3丁目13-4 | 新島村、神津島村 |
| 品川 | 三宅島警察署   | 三宅村伊豆640       | 三宅村伊豆640       | 三宅村、御蔵島村 |
| 品川 | 八丈島警察署   | 八丈町三根54-1      | 八丈町三根54-1      | 八丈町、青ヶ島村、ベヨネーズ列岩、須美寿島、鳥島、孀婦岩 |
| 品川 | 小笠原警察署   | 小笠原村 父島字西町 | 小笠原村 父島字西町 | 小笠原村 |

### 第二方面
- 警察署数は9。※警察車両ナンバー地名は「品川」。

| ※    | 警察署名称     | 所在地 | 所在地            | 管轄区域 |
| ---- | -------------- | ------ | ----------------- | --- |
| 品川 | 品川警察署     | 品川区 | 東品川 3丁目14-32 | 品川区：東品川の一部、南品川・広町、西品川の一部、豊町の一部、戸越の一部、北品川の一部、東五反田の一部 |
| 品川 | 大井警察署     | 品川区 | 大井5丁目10-2     | 品川区：東大井・南大井・勝島、八潮の一部、大井の一部、西大井の一部、二葉の一部 |
| 品川 | 大崎警察署     | 品川区 | 大崎4丁目2-10     | 品川区：上大崎・大崎・西五反田、東五反田の一部、荏原の一部、小山の一部 |
| 品川 | 荏原警察署     | 品川区 | 荏原6丁目19-10    | 品川区：小山台・旗の台・平塚・中延・東中延・西中延、小山の一部、荏原の一部、戸越の一部、豊町の一部、二葉の一部、大井の一部、西大井の一部                                                                      |
| 品川 | 大森警察署     | 大田区 | 大森中1丁目1-16   | 大田区：大森北・大森本町・平和の森公園・大森東・大森中、大森西の一部、大森南の一部、山王の一部、南馬込の一部、中央の一部、平和島・昭和島・京浜島、東海の一部、ふるさとの浜辺公園                              |
| 品川 | 田園調布警察署 | 大田区 | 田園調布1丁目1-8  | 大田区：田園調布・田園調布本町・田園調布南・鵜の木、久が原の一部、南久が原の一部、仲池上の一部、東嶺町・西嶺町・北嶺町・雪谷大塚町・東雪谷・南雪谷・上池台・南千束・北千束、石川町の一部 目黒区：大岡山の一部 |
| 品川 | 蒲田警察署     | 大田区 | 蒲田本町2丁目3-3  | 大田区：蒲田・蒲田本町・東蒲田・南蒲田、西蒲田の一部、新蒲田の一部、池上の一部、仲六郷・東六郷・西六郷・南六郷・東糀谷・西糀谷・北糀谷・萩中・本羽田・羽田・羽田旭町、大森西の一部、大森南の一部              |
| 品川 | 池上警察署     | 大田区 | 池上3丁目20-10    | 大田区：東馬込・北馬込・中馬込・西馬込、南馬込の一部、山王の一部、中央の一部、池上の一部、西蒲田の一部、新蒲田の一部、多摩川・東矢口・矢口・下丸子・千鳥、南久が原の一部、久が原の一部、仲池上の一部          |
| 品川 | 東京空港警察署 | 大田区 | 羽田空港3丁目4-1  | 大田区：羽田空港 |

### 第三方面
- 警察署数は9。※警察車両ナンバー地名は世田谷区以外は「品川」、世田谷区は「世田谷」となる。

| ※      | 警察署名称   | 所在地   | 所在地            | 管轄区域 |
| ------ | ------------ | -------- | ----------------- | --- |
| 世田谷 | 世田谷警察署 | 世田谷区 | 三軒茶屋2丁目4-4  | 世田谷区：池尻の一部、三宿・太子堂・若林・三軒茶屋・世田谷・桜・桜丘・下馬・野沢・上馬、駒沢の一部、弦巻 目黒区：東山の一部                                                      |
| 世田谷 | 北沢警察署   | 世田谷区 | 松原6丁目4-14     | 世田谷区：代沢・北沢・代田・大原・羽根木・松原・赤堤・梅丘・豪徳寺・宮坂・経堂、池尻の一部                                                                                       |
| 世田谷 | 玉川警察署   | 世田谷区 | 中町2丁目9-22     | 世田谷区：深沢、駒沢の一部、駒沢公園・新町・桜新町・上用賀・用賀・玉川台・瀬田・玉川・上野毛・野毛・等々力・中町・尾山台・玉堤・玉川田園調布・東玉川・奥沢 大田区：石川町の一部  |
| 世田谷 | 成城警察署   | 世田谷区 | 千歳台3丁目19-1   | 世田谷区：桜上水・上北沢・八幡山・粕谷・上祖師谷・給田・南烏山・北烏山・船橋・千歳台・祖師谷・成城・喜多見・宇奈根・鎌田・岡本・砧公園・大蔵・砧                                 |
| 品川   | 目黒警察署   | 目黒区   | 中目黒2丁目7-13   | 目黒区：駒場・大橋、東山の一部、青葉台・上目黒・祐天寺・中目黒・三田・目黒・下目黒・中町、中央町の一部、五本木の一部                                                             |
| 品川   | 碑文谷警察署 | 目黒区   | 碑文谷 4丁目24-17 | 目黒区：碑文谷・鷹番、五本木の一部、中央町の一部、目黒本町・原町・洗足・南・平町・柿の木坂・東が丘・八雲・中根・自由が丘・緑が丘、大岡山の一部                                   |
| 品川   | 渋谷警察署   | 渋谷区   | 渋谷3丁目8-15     | 渋谷区：渋谷・東・広尾・恵比寿・恵比寿南・恵比寿西・代官山町・猿楽町・鉢山町・鶯谷町・桜丘町・南平台町・神泉町・円山町・道玄坂・松涛・神山町・宇田川町、神南の一部、神宮前の一部 |
| 品川   | 原宿警察署   | 渋谷区   | 神宮前1丁目4-17   | 渋谷区：神宮前の一部、千駄ヶ谷、代々木の一部 |
| 品川   | 代々木警察署 | 渋谷区   | 本町1丁目11-3     | 渋谷区：代々木の一部、本町・幡ヶ谷・笹塚・初台・元代々木町・西原・富ヶ谷・上原・大山町、神南の一部、代々木神園町                                                                 |

### 第四方面
- 警察署数は9。※警察車両ナンバー地名は杉並区以外は「練馬」、杉並区は「杉並」となる。

| ※    | 警察署名称   | 所在地 | 所在地              | 管轄区域 |
| ---- | ------------ | ------ | ------------------- | --- |
| 練馬 | 四谷警察署   | 新宿区 | 左門町6-5           | 新宿区：左門町・須賀町・信濃町・南元町・若葉・四谷・四谷本塩町・四谷三栄町・四谷坂町・荒木町・舟町・愛住町・大京町・内藤町・霞ヶ丘町、住吉町の一部、片町、新宿の一部、歌舞伎町の一部 |
| 練馬 | 牛込警察署   | 新宿区 | 南山伏町1-15        | 新宿区：赤城下町・赤城元町・揚場町・市谷加賀町・市谷甲良町・市谷砂土原町・市谷左内町・市谷台町・市谷鷹匠町・市谷田町・市谷長延寺町・市谷仲之町・市谷八幡町・市谷船河原町・市谷本村町・市谷薬王寺町・市谷柳町・市谷山伏町・岩戸町・榎町・改代町・神楽河岸・神楽坂・河田町・喜久井町・北町・北山伏町 ・細工町・下宮比町・白銀町・新小川町・水道町、住吉町の一部、箪笥町・築地町・津久戸町・筑土八幡町・天神町・富久町、戸山の一部、中里町・中町・納戸町・西五軒町・二十騎町、西早稲田の一部、馬場下町・払方町・原町・東榎町・東五軒町・袋町・弁天町 ・南榎町・南町・南山伏町・山吹町・矢来町・横寺町、余丁町の一部、若松町・若宮町・早稲田鶴巻町・早稲田町・早稲田南町 |
| 練馬 | 新宿警察署   | 新宿区 | 西新宿 6丁目1-1     | 新宿区：新宿の一部、歌舞伎町の一部、西新宿・北新宿、百人町の一部、大久保、余丁町の一部 |
| 練馬 | 戸塚警察署   | 新宿区 | 西早稲田 3丁目30-13 | 新宿区：戸塚町、西早稲田の一部、戸山の一部、高田馬場、百人町の一部、下落合、上落合の一部、西落合・中落合・中井 中野区：東中野の一部 |
| 練馬 | 中野警察署   | 中野区 | 中央4丁目4-3        | 中野区：東中野の一部、上高田の一部、新井の一部、中野の一部、中央・本町・弥生町・南台 新宿区：上落合の一部 |
| 練馬 | 野方警察署   | 中野区 | 中野 4丁目12-1      | 中野区：上高田の一部、新井の一部、松が丘・江古田、江原町の一部、 丸山・沼袋・野方、中野の一部、大和町・若宮・白鷺・鷺宮・上鷺宮 |
| 杉並 | 杉並警察署   | 杉並区 | 成田東 4丁目38-16   | 杉並区：和田、堀ノ内の一部、梅里・松ノ木・成田東・成田西、荻窪の一部、阿佐谷北・阿佐谷南・高円寺北・高円寺南 |
| 杉並 | 荻窪警察署   | 杉並区 | 桃井3丁目1-3        | 杉並区：天沼・本天沼・清水・井草・下井草・上井草・今川・桃井・善福寺・上荻・西荻北、西荻南の一部、南荻窪、荻窪の一部 |
| 杉並 | 高井戸警察署 | 杉並区 | 宮前 1丁目16-1      | 杉並区：堀ノ内の一部、方南・和泉・大宮・永福・下高井戸・浜田山・高井戸東・上高井戸・高井戸西・久我山・宮前、西荻南の一部、松庵 |

### 第五方面
- 警察署数は7。※警察車両ナンバー地名は「練馬」。

| ※    | 警察署名称   | 所在地 | 所在地           | 管轄区域 |
| ---- | ------------ | ------ | ---------------- | --- |
| 練馬 | 富坂警察署   | 文京区 | 小石川2丁目14-2  | 文京区：本郷の一部、後楽、春日の一部、水道の一部、小石川の一部、小日向の一部、大塚の一部、白山・千石、本駒込の一部             |
| 練馬 | 大塚警察署   | 文京区 | 音羽22丁目12-26  | 文京区：大塚の一部、小石川の一部、小日向の一部、春日の一部、水道の一部、関口・音羽・目白台                                     |
| 練馬 | 本富士警察署 | 文京区 | 本郷7丁目1-7     | 文京区：湯島、本郷の一部、西片・弥生・根津、向丘の一部 台東区：池之端の一部                                                    |
| 練馬 | 駒込警察署   | 文京区 | 本駒込2丁目28-18 | 文京区：本駒込の一部、千駄木、向丘の一部 豊島区：巣鴨の一部                                                                    |
| 練馬 | 巣鴨警察署   | 豊島区 | 北大塚1丁目15-15 | 豊島区：駒込、巣鴨の一部、西巣鴨・北大塚・南大塚、東池袋の一部、上池袋の一部 文京区：本駒込の一部                              |
| 練馬 | 池袋警察署   | 豊島区 | 西池袋1丁目7-5   | 豊島区：東池袋の一部、南池袋の一部、池袋の一部、上池袋の一部、池袋本町、西池袋の一部、目白の一部                               |
| 練馬 | 目白警察署   | 豊島区 | 目白2丁目10-2    | 豊島区：東池袋の一部、南池袋の一部、雑司が谷・高田、目白の一部、西池袋の一部、池袋の一部、南長崎・長崎・千早・要町・千川・高松 |

### 第六方面
- 警察署数は11。※警察車両ナンバー地名は「足立」。

| ※    | 警察署名称   | 所在地 | 所在地              | 管轄区域 |
| ---- | ------------ | ------ | ------------------- | --- |
| 足立 | 上野警察署   | 台東区 | 東上野4丁目2-4      | 台東区：東上野の一部、台東・秋葉原、上野の一部、上野公園、池之端の一部、上野桜木の一部 |
| 足立 | 下谷警察署   | 台東区 | 下谷3丁目15-9       | 台東区：下谷・根岸・谷中、池之端の一部、上野桜木の一部、上野の一部、北上野、松が谷の一部、入谷、千束の一部、竜泉・三ノ輪、日本堤の一部                                                                   |
| 足立 | 浅草警察署   | 台東区 | 浅草4丁目47-11      | 台東区：雷門・花川戸・浅草、西浅草の一部、千束の一部、東浅草、日本堤の一部、清川・橋場・今戸 |
| 足立 | 蔵前警察署   | 台東区 | 蔵前1丁目3-24       | 台東区：柳橋・浅草橋・鳥越・蔵前・小島・三筋・元浅草・寿・駒形、東上野の一部、松が谷の一部、西浅草の一部                                                                                                 |
| 足立 | 尾久警察署   | 荒川区 | 西尾久3丁目8-5      | 荒川区：東尾久・西尾久、町屋の一部 |
| 足立 | 荒川警察署   | 荒川区 | 荒川3丁目1-2        | 荒川区：荒川、東日暮里の一部、西日暮里、町屋の一部 |
| 足立 | 南千住警察署 | 荒川区 | 南千住6丁目45-43    | 荒川区：南千住、東日暮里の一部 |
| 足立 | 千住警察署   | 足立区 | 千住1丁目38-1       | 足立区：千住・千住曙町・千住旭町・千住東・千住大川町・千住河原町・千住寿町・千住桜木・千住関屋町・千住龍田町・千住中居町・千住仲町・千住橋戸町・千住緑町・千住宮元町・千住元町・千住柳町・日ノ出町・柳原 |
| 足立 | 西新井警察署 | 足立区 | 西新井栄町1丁目16-1 | 足立区：梅田・西新井栄町・梅島・島根・栗原・西新井・西新井本町・関原・本木・本木東町・本木南町・本木西町・本木北町・興野・扇・小台・宮城・江北・椿・堀之内・新田・鹿浜・加賀・皿沼・谷在家・六月         |
| 足立 | 竹の塚警察署 | 足立区 | 保木間1丁目16-4     | 足立区：竹の塚・東六月町・東保木間・保木間・西保木間・東伊興・西竹の塚・伊興・伊興本町・西伊興・西伊興町・古千谷・古千谷本町・舎人・舎人町・舎人公園・入谷・入谷町・花畑・南花畑                         |
| 足立 | 綾瀬警察署   | 足立区 | 谷中4丁目1-24       | 足立区：足立・西綾瀬・綾瀬・弘道・青井・中央本町・平野・一ツ家・保塚町・六町・西加平・加平・北加平町・谷中・神明南・神明・六木・辰沼・佐野・大谷田・中川・東和・東綾瀬                                   |

### 第七方面
- 警察署数は9。※警察車両ナンバー地名は江戸川区・墨田区は「足立」、葛飾区は「葛飾」、江東区は「江東」となる。

| ※    | 警察署名称   | 所在地   | 所在地          | 管轄区域 |
| ---- | ------------ | -------- | --------------- | --- |
| 江東 | 深川警察署   | 江東区   | 木場3丁目18-6   | 江東区：佐賀・福住・永代・門前仲町・深川・冬木・富岡・牡丹・古石場・越中島・豊洲・塩浜・枝川・潮見・木場・東陽、南砂の一部、新砂の一部、平野・清澄・三好・白河・千石・石島・千田・海辺・扇橋・常盤・新大橋・森下・高橋・猿江・住吉・毛利 |
| 江東 | 城東警察署   | 江東区   | 北砂2丁目1-24   | 江東区：亀戸・大島・北砂・東砂、南砂の一部、新砂の一部 |
| 足立 | 本所警察署   | 墨田区   | 横川4丁目8-9    | 墨田区：両国・緑・亀沢・横網・石原・本所・東駒形・吾妻橋、向島の一部、押上の一部、業平・横川・太平・錦糸・江東橋・菊川・立川・千歳 |
| 足立 | 向島警察署   | 墨田区   | 文花3丁目18-9   | 墨田区：立花・東墨田・八広・文花・京島・東向島・墨田・堤通、向島の一部、押上の一部 |
| 葛飾 | 亀有警察署   | 葛飾区   | 新宿4丁目22-19  | 葛飾区：柴又・金町浄水場・金町・東金町・水元公園・東水元・水元・西水元・南水元・新宿、高砂の一部、青戸の一部、白鳥・亀有・西亀有・お花茶屋・東堀切、堀切の一部、小菅                                                                     |
| 葛飾 | 葛飾警察署   | 葛飾区   | 立石2丁目7-9    | 葛飾区：堀切の一部、宝町・四つ木・東四つ木・東立石・立石、青戸の一部、高砂の一部、鎌倉・細田・奥戸・東新小岩・西新小岩・新小岩 |
| 足立 | 小岩警察署   | 江戸川区 | 東小岩6丁目9-17 | 江戸川区：上一色・本一色・興宮町・東松本・松本・鹿骨町・鹿骨、大杉の一部、中央の一部、篠崎町の一部、上篠崎・北篠崎・西篠崎・南小岩・東小岩・西小岩・北小岩                                                                               |
| 足立 | 小松川警察署 | 江戸川区 | 松島1丁目19-22  | 江戸川区：小松川・平井・東小松川・西小松川町・松島・松江、中央の一部、西一之江、大杉の一部、東篠崎町・東篠崎・下篠崎町、篠崎町の一部、南篠崎町・谷河内・新堀・一之江、春江町の一部、瑞江、西瑞江の一部、江戸川の一部、東瑞江             |
| 足立 | 葛西警察署   | 江戸川区 | 東葛西6丁目39-1 | 江戸川区：船堀・一之江町、二之江町、春江町の一部、西瑞江の一部、江戸川の一部、西葛西・北葛西・中葛西・南葛西・東葛西・宇喜田町・堀江町・清新町・臨海町                                                                                   |

### 第八方面
- 警察署数は11。※警察車両ナンバー地名は「多摩」。

| ※    | 警察署名称   | 所在地                     | 管轄区域                                               |
| ---- | ------------ | -------------------------- | ------------------------------------------------------ |
| 多摩 | 立川警察署   | 立川市緑町 3233-2          | 立川市（上砂町の一部を除く →東大和警察署）、国立市     |
| 多摩 | 武蔵野警察署 | 武蔵野市中町 2丁目1-2      | 武蔵野市                                               |
| 多摩 | 三鷹警察署   | 三鷹市上連雀 8丁目2-36     | 三鷹市                                                 |
| 多摩 | 府中警察署   | 府中市府中町 1丁目10-5     | 府中市                                                 |
| 多摩 | 昭島警察署   | 昭島市上川原町 1丁目1-1    | 昭島市                                                 |
| 多摩 | 調布警察署   | 調布市国領町 2丁目25-1     | 調布市、狛江市                                         |
| 多摩 | 小金井警察署 | 小金井市貫井南町 3丁目21-3 | 小金井市、国分寺市                                     |
| 多摩 | 小平警察署   | 小平市小川町 2丁目1264-1   | 小平市                                                 |
| 多摩 | 東村山警察署 | 東村山市本町 1丁目1-3      | 東村山市、清瀬市                                       |
| 多摩 | 田無警察署   | 西東京市田無町 5丁目2-5    | 西東京市（東町の一部を除く →石神井警察署）、東久留米市 |
| 多摩 | 東大和警察署 | 東大和市芋窪 6丁目1061-1   | 東大和市、武蔵村山市、立川市（上砂町の一部）           |

### 第九方面
- 警察署数は9。※警察車両ナンバー地名は八王子市・日野市・西多摩地域が「八王子」、町田市・多摩市・稲城市が「多摩」となる。

| ※      | 警察署名称     | 所在地                   | 所在地                   | 管轄区域 |
| ------ | -------------- | ------------------------ | ------------------------ | --- |
| 八王子 | 青梅警察署     | 青梅市野上町4丁目6-3     | 青梅市野上町4丁目6-3     | 青梅市、西多摩郡奥多摩町 |
| 八王子 | 福生警察署     | 福生市加美平3丁目25      | 福生市加美平3丁目25      | 福生市、羽村市、西多摩郡瑞穂町、あきる野市（旧秋川市域） |
| 八王子 | 五日市警察署   | あきる野市五日市町 888-7 | あきる野市五日市町 888-7 | あきる野市（旧五日市町域）、西多摩郡日の出町、檜原村 |
| 八王子 | 八王子警察署   | 八王子市                 | 元横山町 3丁目19-1       | 八王子市：暁町、旭町、東町、石川町、犬目町、上野町、宇津木町、梅坪町、追分町、大谷町、大横町、大和田町、小門町、尾崎町、加住町、上川町、川口町、清川町、久保山町、小宮町、子安町、左入町、新町、千人町、平町、高倉町、高月町、滝山町、田町、丹木町、台町、寺町、天神町、戸吹町、中町、中野上町、中野山王、中野町、楢原町、八幡町、日吉町、平岡町、富士見町、本町、本郷町、丸山町、三崎町、みつい台、緑町、南新町、南町、宮下町、美山町、明神町、元本郷町、元横山町、八木町、谷野町、八日町、横山町、万町 |
| 八王子 | 高尾警察署     | 八王子市                 | 東浅川町 23-34           | 八王子市：裏高尾町、高尾町、廿里町、西浅川町、初沢町、東浅川町、南浅川町、散田町、城山手、長房町、並木町、狭間町、めじろ台、山田町、大船町、椚田町、館町、寺田町、泉町、叶谷町、上壱分方町、川町、諏訪町、大楽寺町、弐分方町、元八王子町、横川町、四谷町、小津町、上恩方町、下恩方町、西寺方町 |
| 八王子 | 南大沢警察署   | 八王子市                 | 南大沢1丁目8-3           | 八王子市：上柚木、越野、下柚木、中山、南陽台、別所、堀之内、松木、南大沢、鑓水、大塚、鹿島、東中野、松が谷、宇津貫町、片倉町、小比企町、七国、西片倉、兵衛、みなみ野、打越町、北野台、北野町、絹ケ丘、長沼町 |
| 多摩   | 南大沢警察署   | 八王子市                 | 南大沢1丁目8-3           | 町田市：相原町、小山町、小山ヶ丘 |
| 多摩   | 町田警察署     | 町田市旭町3丁目1-3       | 町田市旭町3丁目1-3       | 町田市（相原町、小山町、小山ヶ丘を除く） |
| 多摩   | 多摩中央警察署 | 多摩市鶴牧1丁目26-1      | 多摩市鶴牧1丁目26-1      | 多摩市、稲城市 |
| 八王子 | 日野警察署     | 日野市日野589-1          | 日野市日野589-1          | 日野市 |

### 第十方面
- 警察署数は9。※警察車両ナンバー地名は北区・練馬区は「練馬」、板橋区は「板橋」となる。

| ※    | 警察署名称   | 所在地 | 所在地              | 管轄区域 |
| ---- | ------------ | ------ | ------------------- | --- |
| 練馬 | 滝野川警察署 | 北区   | 西ケ原 2丁目4-1     | 北区：滝野川・西ケ原・栄町・上中里・中里・昭和町・田端・東田端・田端新町、王子の一部 |
| 練馬 | 王子警察署   | 北区   | 王子 3丁目22-22     | 北区：王子の一部、豊島・堀船・岸町・王子本町・十条台・上十条・十条仲原・中十条・東十条 |
| 練馬 | 赤羽警察署   | 北区   | 神谷 3丁目10-1      | 北区：赤羽・岩淵町・志茂・神谷・赤羽南・赤羽西・西が丘・赤羽台・桐ケ丘・赤羽北・浮間 |
| 板橋 | 板橋警察署   | 板橋区 | 板橋 2丁目60-13     | 板橋区：板橋・加賀・熊野町・大山金井町・大山町・大山西町・幸町・南町・中丸町・稲荷台・仲宿・氷川町・栄町・中板橋・仲町・弥生町・大山東町・南常盤台・東山町・東新町・大谷口・大谷口上町・大谷口北町・向原・小茂根・桜川・上板橋・常盤台・本町・大和町・双葉町・富士見町 |
| 板橋 | 志村警察署   | 板橋区 | 小豆沢 1丁目11-6    | 板橋区：小豆沢・東坂下・舟渡・蓮根・坂下・志村・蓮沼町・清水町・宮本町・泉町・大原町・前野町・中台・若木・相生町・西台 |
| 板橋 | 高島平警察署 | 板橋区 | 高島平 3丁目12-32   | 板橋区：徳丸・四葉・大門・赤塚・赤塚新町・成増・三園・高島平・新河岸 |
| 練馬 | 練馬警察署   | 練馬区 | 豊玉北 5丁目2-7     | 練馬区：旭丘・小竹町・栄町・羽沢・桜台・練馬・早宮・平和台・氷川台・豊玉上・豊玉北・豊玉中・豊玉南・中村北・中村・中村南・向山・貫井・春日町 中野区：江原町の一部 |
| 練馬 | 光が丘警察署 | 練馬区 | 光が丘 2丁目9-8     | 練馬区：錦・北町・田柄・光が丘・旭町・土支田・高松・谷原・三原台・高野台・富士見台・南田中 |
| 練馬 | 石神井警察署 | 練馬区 | 石神井町 6丁目17-26 | 練馬区：石神井町・下石神井・石神井台・上石神井・上石神井南町・立野町・関町東・ 関町南・関町北・東大泉・南大泉・西大泉町・西大泉・大泉学園町・大泉町 |
| 多摩 | 石神井警察署 | 練馬区 | 石神井町 6丁目17-26 | 西東京市：東町の一部 |

## 階級

### 日本警察の階級と役職
| 階級＼所属 | 警察庁             | 警視庁       | 道府県警察本部 | 警察署                     |
| ---------- | ------------------ | ------------ | -------------- | -------------------------- |
| －         | 警察庁長官         | －           | －             | －                         |
| 警視総監   | －                 | 警視総監     | －             | －                         |
| 警視監     | 次長、局長、審議官 | 副総監、部長 | 本部長         | －                         |
| 警視長     | 課長               | 部長         | 本部長、部長   | －                         |
| 警視正     | 室長、理事官       | 参事官、課長 | 部長           | 署長                       |
| 警視       | 課長補佐           | 管理官、課長 | 課長           | 署長、副署長、課長（一部） |
| 警部       | 係長               | 係長         | 課長補佐       | 課長                       |
| 警部補     | 主任               | 主任         | 係長           | 係長                       |
| 巡査部長   | 係                 | 係           | 主任           | 主任                       |
| 巡査       | －                 | 係           | 係             | 係                         |

※表示されていない役職（警視庁理事官・課長代理・班長など）もある。

## 歴代幹部

### 副総監
| 氏名       | 在任期間                                               | 前職                                                                                        | 後職                                           |
| ---------- | ------------------------------------------------------ | ------------------------------------------------------------------------------------------- | ---------------------------------------------- |
| 槇野勇     | 1969年（昭和44年）10月23日 -1972年（昭和47年）6月24日  | 警視庁警務部長                                                                              | 警視総監                                       |
| 富田朝彦   | 1972年（昭和47年）6月24日 - 1973年（昭和48年）11月27日 | 警察庁警備局長                                                                              | 内閣官房内閣調査室長                           |
| 三井脩     | 1973年（昭和48年）11月27日 -1975年（昭和50年）2月1日   | 警視庁警務部長                                                                              | 警察庁警備局長                                 |
| 綾田文義   | 1975年（昭和50年）2月1日 - 1976年（昭和51年）5月10日   | 警察庁交通局長                                                                              | 自動車安全センター理事                         |
| 今泉正隆   | 1976年（昭和51年）5月10日 -1978年（昭和53年）6月1日    | 警視庁警務部長                                                                              | 警察庁警務局長                                 |
| 中島二郎   | 1978年（昭和53年）6月1日 - 1979年（昭和54年）11月17日  | 関東管区警察局長                                                                            | 退職                                           |
| 福田勝一   | 1979年（昭和54年）11月17日 -1980年（昭和55年）8月18日  | 警視庁警務部長                                                                              | 内閣官房内閣調査室長                           |
| 山田英雄   | 1980年（昭和55年）8月18日 -1981年（昭和56年）6月2日    | 警察庁長官官房長                                                                            | 警察庁警備局長                                 |
| 鎌倉節     | 1981年（昭和56年）6月2日 -1982年（昭和57年）5月20日    | 警視庁警務部長                                                                              | 内閣官房内閣調査室長                           |
| 柴田善憲   | 1982年（昭和57年）5月20日 -1984年（昭和59年）9月26日   | 警視庁公安部長                                                                              | 警察庁警備局長                                 |
| 大堀太千男 | 1984年（昭和59年）9月26日 -1985年（昭和60年）8月27日   | 警察庁警務局付                                                                              | 警察庁警務局長                                 |
| 椿原正博   | 1985年（昭和60年）8月27日 -1988年（昭和63年）1月22日   | 警視庁警務部長                                                                              | 警察庁警務局長                                 |
| 岡村健     | 1988年（昭和63年）2月5日 - 1989年（平成元年）6月30日   | 警視庁警務部長                                                                              | 内閣官房内閣広報官兼内閣総理大臣官房広報室長   |
| 安藤忠夫   | 1989年（平成元年）6月30日 -1991年（平成3年）1月11日    | 千葉県警察本部長                                                                            | 警察庁警務局長                                 |
| 上野浩靖   | 1991年（平成3年）1月11日 -1992年（平成4年）1月20日     | 警視庁総務部長                                                                              | 関東管区警察局長                               |
| 齋藤正治   | 1992年（平成4年）1月20日 -1993年（平成5年）1月18日     | 警視庁総務部長                                                                              | 関東管区警察局長                               |
| 前田健治   | 1993年（平成5年）1月18日 -1994年（平成6年）7月14日     | 警視庁警務部長                                                                              | 大阪府警察本部長                               |
| 廣瀬権     | 1994年（平成6年）7月14日 -1996年（平成8年）8月27日     | 警視庁警務部長                                                                              | 大阪府警察本部長                               |
| 滝藤浩二   | 1996年（平成8年）8月27日 -1998年（平成10年）3月28日    | 兵庫県警察本部長                                                                            | 退職                                           |
| 林則清     | 1998年（平成10年）3月28日 -1999年（平成11年）1月18日   | 警視庁公安部長                                                                              | 警察庁刑事局長                                 |
| 漆間巌     | 1999年（平成11年）1月18日 -2000年（平成12年）1月11日   | 警察庁長官官房付                                                                            | 大阪府警察本部長                               |
| 奥村萬壽雄 | 2000年（平成12年）1月11日 -2001年（平成13年）5月18日   | 警視庁警務部長                                                                              | 大阪府警察本部長                               |
| 属憲夫     | 2001年（平成13年）5月18日 -2002年（平成14年）1月18日   | 警察庁長官官房審議官（交通局担当）                                                          | 警察庁交通局長                                 |
| 人見信男   | 2002年（平成14年）1月18日 -2003年（平成15年）8月5日    | 警視庁警務部長                                                                              | 警察庁交通局長                                 |
| 岡田薫     | 2003年（平成15年）8月5日 -2004年（平成16年）8月20日    | 兵庫県警察本部長                                                                            | 警察庁刑事局長                                 |
| 末綱隆     | 2004年（平成16年）8月20日 - 2005年（平成17年）8月26日  | 神奈川県警察本部長                                                                          | 宮内庁東宮侍従長                               |
| 米村敏朗   | 2005年（平成17年）8月26日 -2006年（平成18年）7月28日   | 大阪府警察本部長                                                                            | 警察庁警備局長                                 |
| 和田康敬   | 2006年（平成18年）7月28日 -2007年（平成19年）8月24日   | 警察大学校副校長                                                                            | 退職                                           |
| 高石和夫   | 2007年（平成19年）8月24日 -2008年（平成20年）8月25日   | 警視庁公安部長                                                                              | 退職                                           |
| 植松信一   | 2008年（平成20年）8月25日 -2009年（平成21年）3月31日   | 警視庁公安部長                                                                              | 大阪府警察本部長                               |
| 樋口建史   | 2009年（平成21年）3月31日 -2010年（平成22年）1月18日   | 警視庁警務部長                                                                              | 警察庁生活安全局長                             |
| 岩瀬充明   | 2010年（平成22年）4月1日 -2011年（平成23年）8月5日     | 警察庁警備局外事情報部長                                                                    | 警察庁生活安全局長                             |
| 高橋清孝   | 2011年（平成23年）8月24日 -2013年（平成25年）1月25日   | 内閣官房副長官補付内閣審議官＝危機管理審議官 兼内閣官房情報セキュリティセンター副センター長 | 警察庁警備局長                                 |
| 小谷渉     | 2013年（平成25年）1月25日 -2014年（平成26年）1月17日   | 警察庁長官官房総括審議官                                                                    | 警察大学校長                                   |
| 種谷良二   | 2014年（平成26年）1月17日 -2015年（平成27年）7月30日   | 警察庁長官官房審議官（警備局担当）                                                          | 警察庁生活安全局長                             |
| 山下史雄   | 2015年（平成27年）7月30日 -2017年（平成29年）1月20日   | 京都府警察本部長                                                                            | 警察庁生活安全局長                             |
| 笠原俊彦   | 2017年（平成29年）1月20日 -2017年（平成29年）7月31日   | 警視庁警務部長                                                                              | 内閣官房内閣情報調査室内閣衛星情報センター次長 |
| 島根悟     | 2017年（平成29年）8月10日 -2018年（平成30年）7月31日   | 神奈川県警察本部長                                                                          | 退職                                           |
| 斉藤実     | 2018年（平成30年）7月31日 -2020年（令和2年）1月17日    | 神奈川県警察本部長                                                                          | 警視総監                                       |
| 緒方禎己   | 2020年（令和2年）1月17日 -2021年（令和3年）9月22日     | 警視庁警務部長                                                                              | 警察庁生活安全局長                             |
| 大賀真一   | 2021年（令和3年）9月22日 - 2022年（令和4年）1月14日    | 警察庁組織犯罪対策部長                                                                      | 警察庁刑事局長                                 |
| 山本仁     | 2022年（令和4年）1月14日 - 2022年（令和4年）8月30日    | 神奈川県警察本部長                                                                          | 警察庁生活安全局長                             |
| 池田克史   | 2022年（令和4年）8月30日 - 2023年 (令和5年) 8月28日    | 警視庁警務部長                                                                              | 退職                                           |
| 田中俊恵   | 2023年 (令和5年) 8月28日 -2024年 (令和6年) 4月5日      | 千葉県警察本部長                                                                            | 警察大学校長                                   |
| 森元良幸   | 2024年 (令和6年) 4月5日 -2025年（令和7年）1月27日      | 広島県警察本部長                                                                            | 警察庁長官官房長                               |
| 鎌田徹郎   | 2025年（令和7年）1月27日 -                             | 愛知県警察本部長                                                                            |                                                |

### 総務部長
| 氏名       | 在任期間                                               | 前職                               | 後職                                                              |
| ---------- | ------------------------------------------------------ | ---------------------------------- | ----------------------------------------------------------------- |
| 古屋亨     | 1954年（昭和29年） - 1955年（昭和30年）7月1日          | 警視庁刑事部長                     | 内閣総理大臣官房調査室長                                          |
| 金谷信孝   | 1955年（昭和30年）7月1日 - 1958年（昭和33年）1月17日   | 警視庁刑事部長                     | 中部管区警察局長                                                  |
| 小杉平一   | 1958年（昭和33年）1月17日 - 1959年（昭和34年）7月1日   | 警視庁刑事部長                     | 中国管区警察局長                                                  |
| 中原歵     | 1959年（昭和34年）7月1日 - 1961年（昭和36年）4月1日    | 警察庁警務局人事課長               | 警視庁警務部長                                                    |
| 平井学     | 1961年（昭和36年）4月1日 - 1962年（昭和37年）8月10日   | 警察庁警務局人事課長               | 建設省道路局長                                                    |
| 大津英男   | 1962年（昭和37年）8月10日 - 1963年（昭和38年）5月31日  | 警察庁人事課長                     | 警察庁保安局長                                                    |
| 今竹義一   | 1963年（昭和38年）5月31日 - 1965年（昭和40年）5月19日  | 警察庁会計課長                     | 警察庁保安局長                                                    |
| 山口広司   | 1965年（昭和40年）5月19日 - 1969年（昭和44年）         | 警察庁警備局警備第一課長           | 警視庁警務部長                                                    |
| 綾田文義   | 1969年（昭和44年） - 1972年（昭和47年）7月14日         | 警視庁交通部長                     | 警察庁長官官房審議官                                              |
| 秋山進     | 1972年（昭和47年）7月14日 - 1973年（昭和48年）6月1日   | 警視庁防犯部長                     | 内閣総理大臣官房交通安全対策室長                                  |
| 下稲葉耕吉 | 1973年（昭和48年）6月1日 - 1974年（昭和49年）10月26日  | 警察庁長官官房会計課長             | 警察庁長官官房長                                                  |
| 佐々木英文 | 1974年（昭和49年）10月26日 - 1977年（昭和52年）2月18日 | 警察庁刑事局参事官                 | 中国管区警察局長                                                  |
| 中平和水   | 1977年（昭和52年）2月18日 - 1978年（昭和53年）8月4日   | 警視庁刑事部長                     | 愛知県警察本部長                                                  |
| 金沢昭雄   | 1978年（昭和53年）8月4日 - 1979年（昭和54年）11月17日  | 警察庁警務局人事課長               | 警視庁警務部長                                                    |
| 大堀太千男 | 1979年（昭和54年）11月17日 - 1981年（昭和56年）8月21日 | 警察庁警務局人事課長               | 警察庁刑事局審議官                                                |
| 椿原正博   | 1981年（昭和56年）8月21日 - 1985年（昭和60年）8月19日  | 警察庁警務局人事課長               | 警視庁警務部長                                                    |
| 依田智治   | 1985年（昭和60年）8月19日 - 1986年（昭和61年）6月10日  | 警察庁警務局付                     | 防衛庁教育訓練局長                                                |
| 安藤忠夫   | 1986年（昭和61年）6月10日 - 1987年（昭和62年）6月16日  | 警察庁警務局人事課長               | 千葉県警察本部長                                                  |
| 上野浩靖   | 1987年（昭和62年）6月16日 - 1991年（平成3年）1月11日   | 警察庁警務局人事課長               | 警視庁副総監                                                      |
| 齋藤正治   | 1991年（平成3年）1月11日 - 1992年（平成4年）1月20日    | 警視庁交通部長                     | 警視庁副総監                                                      |
| 中田恒夫   | 1992年（平成4年）1月20日 - 1993年（平成5年）1月18日    | 警察庁長官官房企画課長             | 警察庁刑事局保安部長                                              |
| 武居澄男   | 1993年（平成5年）1月18日 - 1994年（平成6年）2月1日     | 警察庁長官官房審議官（交通局担当） | 広島県警察本部長                                                  |
| 加藤孝雄   | 1994年（平成6年）2月1日 - 1995年（平成7年）9月8日      | 警視庁交通部長                     | 福岡県警察本部長                                                  |
| 黒澤正和   | 1995年（平成7年）9月8日 - 1998年（平成10年）1月9日     | 警察庁長官官房総務課長             | 警察庁刑事局暴力団対策部長                                        |
| 坂東自朗   | 1998年（平成10年）1月9日 - 2000年（平成12年）1月11日   | 警視庁警備部長                     | 警察庁交通局長                                                    |
| 末綱隆     | 2000年（平成12年）1月11日 - 2001年（平成13年）9月3日   | 警察庁長官官房会計課長             | 警察庁長官官房首席監察官                                          |
| 岩橋修     | 2001年（平成13年）9月3日 - 2003年（平成15年）1月17日   | 警察庁長官官房付                   | 警視庁警務部長                                                    |
| 佐藤正夫   | 2003年（平成15年）1月17日 - 2004年（平成16年）8月30日  | 宮城県警察本部長                   | 警視庁警務部長                                                    |
| 加地正人   | 2004年（平成16年）8月30日 - 2005年（平成17年）8月12日  | 警察庁長官官房付                   | 埼玉県警察本部長                                                  |
| 東川一     | 2005年（平成17年）8月12日 - 2007年（平成19年）1月19日  | 宮城県警察本部長                   | 千葉県警察本部長                                                  |
| 岩瀬充明   | 2007年（平成19年）1月19日 - 2008年（平成20年）4月10日  | 警察庁長官官房総務課長             | 警察庁警備局外事情報部長                                          |
| 高橋美佐男 | 2008年（平成20年）4月10日 - 2009年（平成21年）8月5日   | 宮城県警察本部長 →警察庁長官官房付 | 警察庁組織犯罪対策部長兼刑事局付兼生活安全局付                    |
| 小谷渉     | 2009年（平成21年）8月5日 - 2010年（平成22年）8月26日   | 長野県警察本部長                   | 警察庁刑事局組織犯罪対策部長兼生活安全局付兼刑事局付              |
| 種谷良二   | 2010年（平成22年）8月26日 - 2011年（平成23年）8月24日  | 警察庁長官官房総務課長             | 内閣官房副長官補付内閣審議官＝危機管理審議官                      |
| 室城信之   | 2011年（平成23年）8月24日 - 2013年（平成25年）2月12日  | 警察庁刑事局刑事企画課長           | 警察庁刑事局組織犯罪対策部長 兼生活安全局付兼刑事局付兼長官官房付 |
| 太田誠     | 2013年（平成25年）2月12日 - 2014年（平成26年）4月11日  | 岐阜県警察本部長                   | 外務省大臣官房監察査察官                                          |
| 貴志浩平   | 2014年（平成26年）4月11日 - 2015年（平成27年）8月24日  | 警察庁情報通信局情報通信企画課長   | 埼玉県警察本部長                                                  |
| 筋伊知朗   | 2015年（平成27年）8月24日 - 2016年（平成28年）8月10日  | 警察庁警備局警備企画課長           | 静岡県警察本部長                                                  |
| 石田勝彦   | 2016年（平成28年）8月10日 - 2018年（平成30年）1月16日  | 福島県警察本部長                   | 広島県警察本部長                                                  |
| 池田克史   | 2018年（平成30年）1月16日 - 2019年（平成31年）4月5日   | 沖縄県警察本部長                   | 警察庁長官官房付                                                  |
| 安田浩己   | 2019年（平成31年）4月5日 - 2020年（令和2年）4月10日    | 警察庁長官官房会計課長             | 長野県警察本部長                                                  |
| 白井利明   | 2020年（令和2年）4月10日 - 2021年（令和3年）1月15日    | 警察庁長官官房会計課長             | 内閣官房内閣審議官                                                |
| 滝澤幹滋   | 2021年（令和3年）1月15日 - 2022年（令和4年）8月26日    | 警察庁長官官房会計課長             | 内閣府大臣官房審議官                                              |
| 若田英     | 2022年（令和4年）8月26日 - 2023年（令和5年）7月7日     | 警察庁長官官房総務課長             | 福島県警察本部長                                                  |
| 久田誠     | 2023年（令和5年）7月7日 -                              | 大阪府警察本部警務部長             |                                                                   |

### 警務部長
| 氏名           | 在任期間                                                | 前職                                                                    | 後職                                                                  |
| -------------- | ------------------------------------------------------- | ----------------------------------------------------------------------- | --------------------------------------------------------------------- |
| 小野裕         | - 1955年（昭和30年）10月15日                            | 警視庁人事部長                                                          | 科学捜査研究所長                                                      |
| 小倉謙         | 1955年（昭和30年）10月15日 - 1958年（昭和33年）9月19日  | 愛知県警察本部長                                                        | 警視総監                                                              |
| （小倉謙）     | 1958年（昭和33年）9月19日 - 1958年（昭和33年）12月5日   | （警視総監が事務取扱）                                                  | （警視総監が事務取扱）                                                |
| 原文兵衛       | 1958年（昭和33年）12月5日 - 1961年（昭和36年）2月24日   | 警察庁保安局長                                                          | 警視総監                                                              |
| （原文兵衛）   | 1961年（昭和36年）2月24日 - 1961年（昭和36年）4月1日    | （警視総監が事務取扱）                                                  | （警視総監が事務取扱）                                                |
| 中原歵         | 1961年（昭和36年）4月1日 - 1963年（昭和38年）5月31日    | 警視庁総務部長                                                          | 警察庁警務局長                                                        |
| 秦野章         | 1963年（昭和38年）5月31日 - 1965年（昭和40年）3月12日   | 警視庁公安部長                                                          | 警察庁警備局長                                                        |
| 本多丕道       | 1965年（昭和40年）3月12日 - 1967年（昭和42年）7月21日   | 警視庁刑事部長                                                          | 警察大学校長                                                          |
| 槇野勇         | 1967年（昭和42年）7月21日 - 1969年（昭和44年）10月23日  | 警視庁刑事部長                                                          | 警視庁副総監                                                          |
| 山口広司       | - 1970年（昭和45年）7月10日                             | 警察庁警備局警備第一課長                                                | 警察庁警備局長                                                        |
| 土田国保       | 1970年（昭和45年）7月10日 - 1972年（昭和47年）6月24日   | 警視庁刑事部長                                                          | 警察庁警務局長                                                        |
| （富田朝彦）   | 1972年（昭和47年）6月24日 - 1972年（昭和47年）7月17日   | （警視庁副総監が事務取扱）                                              | （警視庁副総監が事務取扱）                                            |
| 国島文彦       | 1972年（昭和47年）7月17日 - 1973年（昭和48年）11月2日   | 京都府警察本部長                                                        | 警察庁長官官房長                                                      |
| 三井脩         | 1973年（昭和48年）11月2日 - 1973年（昭和48年）11月27日  | 警視庁公安部長                                                          | 警視庁副総監                                                          |
| （三井脩）     | 1973年（昭和48年）11月27日 -                            | （警視庁副総監が事務取扱）                                              | （警視庁副総監が事務取扱）                                            |
| 今泉正隆       | 1976年（昭和51年）1月13日 -                             | 防衛庁人事教育局長                                                      | 警視庁副総監                                                          |
| （中島二郎）   | 1978年（昭和53年）6月1日 -                              | （警視庁副総監が事務取扱）                                              | （警視庁副総監が事務取扱）                                            |
| 福田勝一       | 1979年（昭和54年）8月18日 - 1979年（昭和54年）11月17日  | 兵庫県警察本部長                                                        | 警視庁副総監                                                          |
| 金沢昭雄       | 1979年（昭和54年）11月17日 - 1980年（昭和55年）8月18日  | 警視庁総務部長                                                          | 警察庁長官官房長                                                      |
| 鎌倉節         | 1980年（昭和55年）8月18日 - 1981年（昭和56年）6月2日    | 警視庁公安部長                                                          | 警視庁副総監                                                          |
| （鎌倉節）     | 1981年（昭和56年）6月2日 - 1982年（昭和57年）5月20日    | （警視庁副総監が事務取扱）                                              | （警視庁副総監が事務取扱）                                            |
| （柴田善憲）   | 1982年（昭和57年）5月20日 -                             | （警視庁副総監が事務取扱）                                              | （警視庁副総監が事務取扱）                                            |
| （大堀太千男） | - 1985年（昭和60年）8月19日                             | （警視庁副総監が事務取扱）                                              | （警視庁副総監が事務取扱）                                            |
| 椿原正博       | 1985年（昭和60年）8月19日 - 1985年（昭和60年）8月27日   | 警視庁総務部長                                                          | 警視庁副総監                                                          |
| （椿原正博）   | 1985年（昭和60年）8月27日 -                             | （警視庁副総監が事務取扱）                                              | （警視庁副総監が事務取扱）                                            |
| 岡村健         | 1988年（昭和63年）1月22日 - 1988年（昭和63年）2月5日    | 警察庁長官官房審議官（警備局担当）                                      | 警視庁副総監                                                          |
| （岡村健）     | 1988年（昭和63年）2月5日 -                              | （警視庁副総監が事務取扱）                                              | （警視庁副総監が事務取扱）                                            |
| （安藤忠夫）   | 1989年（平成元年）6月30日 -                             | （警視庁副総監が事務取扱）                                              | （警視庁副総監が事務取扱）                                            |
| （上野浩靖）   | 1991年（平成3年）1月11日 -                              | （警視庁副総監が事務取扱）                                              | （警視庁副総監が事務取扱）                                            |
| （齋藤正治）   | 1992年（平成4年）1月20日 - 1992年（平成4年）9月18日     | （警視庁副総監が事務取扱）                                              | （警視庁副総監が事務取扱）                                            |
| 前田健治       | 1992年（平成4年）9月18日 - 1993年（平成5年）1月18日     | 警視庁公安部長                                                          | 警視庁副総監                                                          |
| （前田健治）   | 1993年（平成5年）1月18日 - 1994年（平成6年）7月1日      | （警視庁副総監が事務取扱）                                              | （警視庁副総監が事務取扱）                                            |
| 廣瀬権         | 1994年（平成6年）7月1日 - 1994年（平成6年）7月14日      | 警察庁長官官房長                                                        | 警視庁副総監                                                          |
| （廣瀬権）     | 1994年（平成6年）7月14日 -                              | （警視庁副総監が事務取扱）                                              | （警視庁副総監が事務取扱）                                            |
| （滝藤浩二）   | 1996年（平成8年）8月27日 -                              | （警視庁副総監が事務取扱）                                              | （警視庁副総監が事務取扱）                                            |
| （林則清）     | 1998年（平成10年）3月28日 -                             | （警視庁副総監が事務取扱）                                              | （警視庁副総監が事務取扱）                                            |
| （漆間巌）     | 1999年（平成11年）1月18日 - 1999年（平成11年）8月26日   | （警視庁副総監が事務取扱）                                              | （警視庁副総監が事務取扱）                                            |
| 奥村萬壽雄     | 1999年（平成11年）8月26日 - 2000年（平成12年）1月11日   | 警視庁公安部長                                                          | 警視庁副総監                                                          |
| （奥村萬壽雄） | 2000年（平成12年）1月11日 -                             | （警視庁副総監が事務取扱）                                              | （警視庁副総監が事務取扱）                                            |
| （属憲夫）     | 2001年（平成13年）5月18日 - 2001年（平成13年）9月3日    | （警視庁副総監が事務取扱）                                              | （警視庁副総監が事務取扱）                                            |
| 人見信男       | 2001年（平成13年）9月3日 - 2002年（平成14年）1月18日    | 警察庁長官官房付                                                        | 警視庁副総監                                                          |
| （人見信男）   | 2002年（平成14年）1月18日 - 2003年（平成15年）1月17日   | （警視庁副総監が事務取扱）                                              | （警視庁副総監が事務取扱）                                            |
| 岩橋修         | 2003年（平成15年）1月17日 - 2004年（平成16年）6月18日   | 警視庁総務部長                                                          | 警察庁長官官房審議官（警備局担当）                                    |
| （岡田薫）     | 2004年（平成16年）6月18日 -                             | （警視庁副総監が事務取扱）                                              | （警視庁副総監が事務取扱）                                            |
| （末綱隆）     | 2004年（平成16年）8月20日 - 2004年（平成16年）8月30日   | （警視庁副総監が事務取扱）                                              | （警視庁副総監が事務取扱）                                            |
| 佐藤正夫       | 2004年（平成16年）8月30日 -                             | 警視庁総務部長                                                          | 警察庁長官官房付                                                      |
| 池田克彦       | 2005年（平成17年）8月12日 - 2007年（平成19年）8月16日   | 埼玉県警察本部長                                                        | 警察庁警備局長                                                        |
| （和田康敬）   | 2007年（平成19年）8月16日 -                             | （警視庁副総監が事務取扱）                                              | （警視庁副総監が事務取扱）                                            |
| 金高雅仁       | 2007年（平成19年）8月24日 - 2008年（平成20年）8月7日    | 警視庁刑事部長                                                          | 警察庁長官官房総括審議官                                              |
| 樋口建史       | 2008年（平成20年）8月7日 - 2009年（平成21年）3月31日    | 警察庁長官官房政策評価審議官 兼長官官房審議官（犯罪収益対策・国際担当） | 警視庁副総監                                                          |
| 坂口正芳       | 2009年（平成21年）3月31日 - 2009年（平成21年）6月26日   | 警視庁交通部長                                                          | 警察庁長官官房総括審議官                                              |
| （樋口建史）   | 2009年（平成21年）6月26日 - 2010年（平成22年）1月18日   | （警視庁副総監が事務取扱）                                              | （警視庁副総監が事務取扱）                                            |
| 辻義之         | 2010年（平成22年）1月18日 - 2012年（平成24年）1月20日   | 警察庁刑事局刑事企画課長                                                | 警察大学校副校長 兼警察庁長官官房審議官（刑事局担当）＝兼生活安全局付 |
| （高橋清孝）   | 2012年（平成24年）1月20日 - 2012年（平成24年）3月5日    | （警視庁副総監が事務取扱）                                              | （警視庁副総監が事務取扱）                                            |
| 三浦正充       | 2012年（平成24年）3月5日 - 2013年（平成25年）1月25日    | 警察庁長官官房人事課長                                                  | 警察庁長官官房首席監察官                                              |
| （小谷渉）     | 2013年（平成25年）1月25日 - 2013年（平成25年）6月28日   | （警視庁副総監が事務取扱）                                              | （警視庁副総監が事務取扱）                                            |
| 山下史雄       | 2013年（平成25年）6月28日 - 2014年（平成26年）1月30日   | 警察庁長官官房審議官（生活安全局担当）                                  | 京都府警察本部長                                                      |
| （種谷良二）   | 2014年（平成26年）1月31日 - 2014年（平成26年）8月8日    | （警視庁副総監が事務取扱）                                              | （警視庁副総監が事務取扱）                                            |
| 森田幸典       | 2014年（平成26年）8月8日 - 2016年（平成28年）1月14日    | 大阪府警察本部副本部長                                                  | 千葉県警察本部長                                                      |
| （山下史雄）   | 2016年（平成28年）1月14日 - 2016年（平成28年）8月10日   | （警視庁副総監が事務取扱）                                              | （警視庁副総監が事務取扱）                                            |
| 笠原俊彦       | 2016年（平成28年）8月10日 - 2017年（平成29年）1月20日   | 防衛省大臣官房サイバーセキュリティ・情報化審議官 →警察庁長官官房付      | 警視庁副総監                                                          |
| （笠原俊彦）   | 2017年（平成29年）1月20日 - 2017年（平成29年）4月5日    | （警視庁副総監が事務取扱）                                              | （警視庁副総監が事務取扱）                                            |
| 古谷洋一       | 2017年（平成29年）4月5日 - 2018年（平成30年）7月31日    | 警察庁長官官房首席監察官                                                | 神奈川県警察本部長                                                    |
| 筋伊知朗       | 2018年（平成30年）7月31日 - 2019年（平成31年）3月31日   | 静岡県警察本部長                                                        | 警察庁長官官房政策立案総括審議官兼公文書監理官                        |
| （斉藤実）     | 2019年（平成31年）4月1日 - 2019年（令和元年）7月31日    | （警視庁副総監が事務取扱）                                              | （警視庁副総監が事務取扱）                                            |
| 緒方禎己       | 2019年（令和元年）7月31日 - 2020年（令和2年）1月17日    | 警察庁長官官房付                                                        | 警視庁副総監                                                          |
| 下田隆文       | 2020年（令和2年）1月17日 - 2021年（令和3年）9月16日     | 警察庁警備局警備運用部長                                                | 内閣官房危機管理審議官兼内閣サイバーセキュリティセンター副センター長  |
| 池田克史       | 2021年（令和3年）9月16日 - 2021年（令和4年）8月30日     | 内閣官房内閣審議官・内閣情報調査室                                      | 警視庁副総監                                                          |
| 直江利克       | 2021年（令和4年）8月30日 - 2023年（令和5年）3月22日     | 警察庁長官官房付                                                        | 神奈川県警察本部長                                                    |
| （池田克史）   | 2023年（令和5年）3月22日 - 2023年 (令和5年) 8月1日      | （警視庁副総監が事務取扱）                                              | （警視庁副総監が事務取扱）                                            |
| 青山彩子       | 2023年 (令和5年) 8月1日 -2024年 (令和6年) 1月26日       | 警視庁生活安全部長                                                      | 警察庁長官官房審議官                                                  |
| (田中俊恵)     | 2024年 (令和6年) 1月26日 - 2024年 (令和6年) 4月5日      | (警視庁副総監が事務取扱)                                                | (警視庁副総監が事務取扱)                                              |
| (森元良幸)     | 2024年 (令和6年) 4月5日 - 2024年 (令和6年) 11月25日予定 | (警視庁副総監が事務取扱)                                                | (警視庁副総監が事務取扱)                                              |
| 佐野裕子       | 2024年 (令和6年) 11月25日 -                             | 警視庁生活安全部長                                                      |                                                                       |

### 刑事部長
| 氏名       | 在任期間                                               | 前職                                                           | 後職                                                             |
| ---------- | ------------------------------------------------------ | -------------------------------------------------------------- | ---------------------------------------------------------------- |
| 藤田次郎   |                                                        | 警視庁消防部長兼勤労部長                                       | 皇宮警察本部長                                                   |
| 坂本智元   |                                                        | 国家地方警察愛知県本部警察長                                   | 兵庫県国家地方警察隊長                                           |
| 古屋亨     |                                                        | 警視庁経済警察部長                                             | 警視庁総務部長                                                   |
| 金谷信孝   |                                                        | 長野県警察本部長                                               | 警視庁総務部長                                                   |
| 小杉平一   |                                                        | 警視庁警備第二部長                                             | 警視庁総務部長                                                   |
| 新井裕     |                                                        | 警察庁警務部人事課長兼参事官                                   | 警察庁刑事局長                                                   |
| 秦野章     |                                                        | 警視庁公安部長                                                 | 警視庁警務部長                                                   |
| 玉村四一   |                                                        | 警察庁警務局監察官                                             |                                                                  |
| 本多丕道   |                                                        | 警察庁刑事局捜査第一課長                                       | 警視庁警務部長                                                   |
| 槇野勇     |                                                        | 警察庁警務局人事課長                                           | 警視庁警務部長                                                   |
| 土田國保   |                                                        | 警察庁長官官房会計課長                                         | 警視庁警務部長                                                   |
| 関沢元弘   |                                                        | 警察庁警務局教養課長                                           | 警察庁警務局首席監察官                                           |
| 今泉正隆   |                                                        | 警察庁警務局人事課長                                           | 防衛庁人事教育局長                                               |
| 鈴木貞敏   |                                                        | 警察庁警務局人事課長                                           | 警察庁長官官房長                                                 |
| 中平和水   |                                                        | 警察庁長官官房総務課長                                         | 警視庁総務部長                                                   |
| 村上健     |                                                        | 警視庁警備部長                                                 |                                                                  |
| 平井寿一   |                                                        | 警察庁刑事局捜査第一課長                                       | 警察庁刑事局審議官                                               |
| 高田朗雄   |                                                        | 警視庁交通部長                                                 | 警察庁刑事局審議官                                               |
| 仁平圀雄   |                                                        | 警察庁刑事局捜査第一課長                                       | 警察庁刑事局長                                                   |
| 水町治     |                                                        | 宮内庁長官官房総務課長                                         | 愛知県警察本部長                                                 |
| 立花昌雄   |                                                        | 福島県警察本部長                                               | 神奈川県警察本部長                                               |
| 廣瀬権     |                                                        | 内閣総理大臣秘書官                                             | 警察庁刑事局暴力団対策部長                                       |
| 佐藤英彦   |                                                        | 警察庁長官官房総務課長                                         | 埼玉県警察本部長                                                 |
| 石川重明   |                                                        | 茨城県警察本部長                                               | 神奈川県警察本部長                                               |
| 吉村博人   |                                                        | 警察庁長官官房人事課長                                         | 警察庁長官官房総括審議官                                         |
| 栗本英雄   |                                                        | 公安調査庁調査第一部長                                         | 神奈川県警察本部長                                               |
| 米田壮     |                                                        | 警察庁長官官房会計課長                                         | 京都府警察本部長                                                 |
| 縄田修     |                                                        | 警察庁長官官房人事課長                                         | 警察庁長官官房首席監察官                                         |
| 井上美昭   |                                                        | 警察庁刑事局組織犯罪対策部企画分析課長                         | 神奈川県警察本部長                                               |
| 金髙雅仁   |                                                        | 警察庁長官官房人事課長                                         | 警視庁警務部長                                                   |
| 舟本馨     |                                                        | 東京都青少年・治安対策本部長                                   | 警察庁長官官房首席監察官                                         |
| 高綱直良   |                                                        | 警察庁長官官房人事課長                                         | 警察庁長官官房首席監察官                                         |
| 吉田尚正   | 2011年（平成23年）10月18日 - 2014年（平成26年）1月10日 | 警察庁警備局警備企画課長                                       | 警察庁長官官房首席監察官                                         |
| 村田隆     | 2014年（平成26年）1月10日 - 2015年（平成27年）3月23日  | 警察庁警備局警備企画課長                                       | 警察庁長官官房審議官（国際・サイバーセキュリティ担当）           |
| 中村格     | 2015年（平成27年）3月23日 - 2016年（平成28年）8月22日  | 内閣官房長官秘書官事務取扱                                     | 警察庁刑事局組織犯罪対策部長                                     |
| 露木康浩   | 2016年（平成28年）8月22日 - 2017年（平成29年）8月10日  | 警察大学校副校長兼 長官官房審議官（刑事局・犯罪収益対策担当）  | 警察庁刑事局組織犯罪対策部長兼生活安全局付兼刑事局付兼長官官房付 |
| 松岡亮介   | 2017年（平成29年）8月10日 - 2018年（平成30年）7月31日  | 警察庁刑事局組織犯罪対策部組織犯罪対策企画課長                 | 宮城県警察本部長                                                 |
| 大賀真一   | 2018年（平成30年）7月31日 - 2020年（令和2年）1月17日   | 警察大学校副校長兼 長官官房審議官（刑事局・犯罪収益対策担当）  | 神奈川県警察本部長                                               |
| 渡邊国佳   | 2020年（令和2年）1月17日 - 2021年（令和3年）9月22日    | 警察庁長官官房人事課長→警察庁長官官房付                        | 警察庁組織犯罪対策部長                                           |
| 太刀川浩一 | 2021年（令和3年）9月22日 - 2022年（令和4年）10月6日    | 警察庁長官官房首席監察官                                       | 警察庁交通局長                                                   |
| 重松弘教   | 2022年（令和4年）10月6日 - 2024年（令和6年）8月27日    | 警察庁長官官房会計課長                                         | 警察庁長官官房総括審議官                                         |
| 親家和仁   | 2024年（令和6年）8月27日 -                             | 警察庁長官官房審議官（刑事局・犯罪収益対策担当）兼生活安全局付 |                                                                  |

### 組織犯罪対策部長
| 氏名     | 在任期間                                             | 前職                                               | 後職                               |
| -------- | ---------------------------------------------------- | -------------------------------------------------- | ---------------------------------- |
| 宮本和夫 | 2003年（平成15年）4月1日 -2004年（平成16年）5月14日  | 警視庁公安部参事官兼刑事部参事官兼生活安全部参事官 | 愛知県警察本部長                   |
| 栗生俊一 | 2004年（平成16年）5月14日 -2005年（平成17年）8月24日 | 警察庁長官官房国際部国際第二課長                   | 徳島県警察本部長                   |
| 田端智明 | 2005年（平成17年）8月24日 -2007年（平成19年）9月5日  | 警察庁生活安全局生活環境課長                       | 神奈川県警察本部長                 |
| 三浦正充 | 2007年（平成19年）9月5日 -2009年（平成21年）3月31日  | 警察庁刑事局組織犯罪対策部国際捜査管理官           | 警察庁長官官房人事課長             |
| 藤山雄治 | 2009年（平成21年）3月31日 -2010年（平成22年）2月15日 | 鹿児島県警察本部長                                 | 警察庁長官官房会計課長             |
| 毛利徹也 | 2010年（平成22年）2月15日 -2012年（平成24年）2月13日 | 関東管区警察局監察部首席監察官                     | 退職                               |
| 樹下尚   | 2012年（平成24年）2月13日 -2013年（平成25年）2月18日 | 岩手県警察本部長                                   | 警察庁警備局公安課長               |
| 頼本和也 | 2013年（平成25年）2月18日 -2014年（平成26年）3月10日 | 警視庁生活安全部参事官                             | 退職                               |
| 中野良一 | 2014年（平成26年）3月10日 -2015年（平成27年）8月24日 | 関東管区警察局監察部首席監察官                     | 退職                               |
| 内藤浩文 | 2015年（平成27年）8月24日 -2017年（平成29年）9月4日  | 警察庁刑事局組織犯罪対策部組織犯罪対策企画課長     | 長野県警察本部長                   |
| 森内彰   | 2017年（平成29年）9月4日 -2019年（令和元年）7月1日   | 石川県警察本部長                                   | 警察大学校警察政策研究センター所長 |
| 猪原誠司 | 2019年（令和元年）7月1日 -2020年（令和2年）8月24日   | 警察庁刑事局刑事企画課長                           | 警察庁長官官房審議官               |
| 鎌田徹郎 | 2020年（令和2年）8月24日 -2021年（令和3年）8月20日   | 警察庁刑事局組織犯罪対策部組織犯罪対策企画課長     | 警察庁長官官房付                   |
| 小坂和弘 | 2021年（令和3年）8月20日 -2022年 (令和4年) 10月17日  | 関東管区警察局首席監察官                           | 退職                               |
| 上野良夫 | 2022年（令和4年）10月17日 -2023年 (令和5年) 8月28日  | 警視庁総務部参事官                                 | 退職                               |
| 長坂雄太 | 2023年（令和5年）8月28日 -2024年 (令和6年) 8月26日   | 警視庁総務部参事官                                 | 退職                               |
| 村瀬智行 | 2024年（令和6年）8月26日 -2025年 (令和7年) 8月18日   | 警視庁総務部参事官                                 | 退職                               |
| 永野雅通 | 2025年（令和7年）8月18日 -                           | 警視庁組織犯罪対策部参事官                         |                                    |

## 体制
令和7（2025）年4月1日現在
- 警察官 43,521人
- 警察行政（旧一般）職員 3,015人

- 警察署 102署
- 交番 824か所
- 駐在所 257か所
- 地域安全センター 82か所
- パトカー 1,292台
- 白バイ 958台
- 警備艇 22隻
- ヘリコプター 14機
- 警察犬 35頭
- 馬 16頭

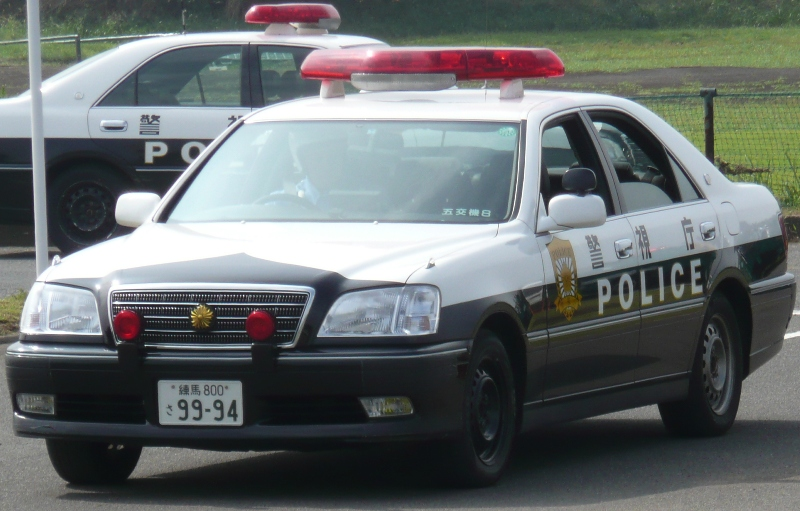
交通機動隊のパトカー（トヨタ・クラウン）
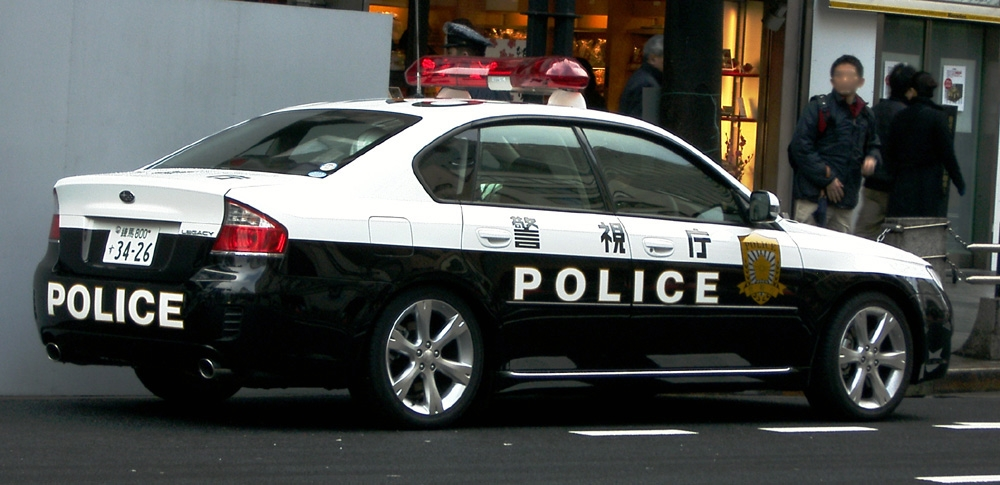
交通機動隊のパトカー（スバル・レガシィ）
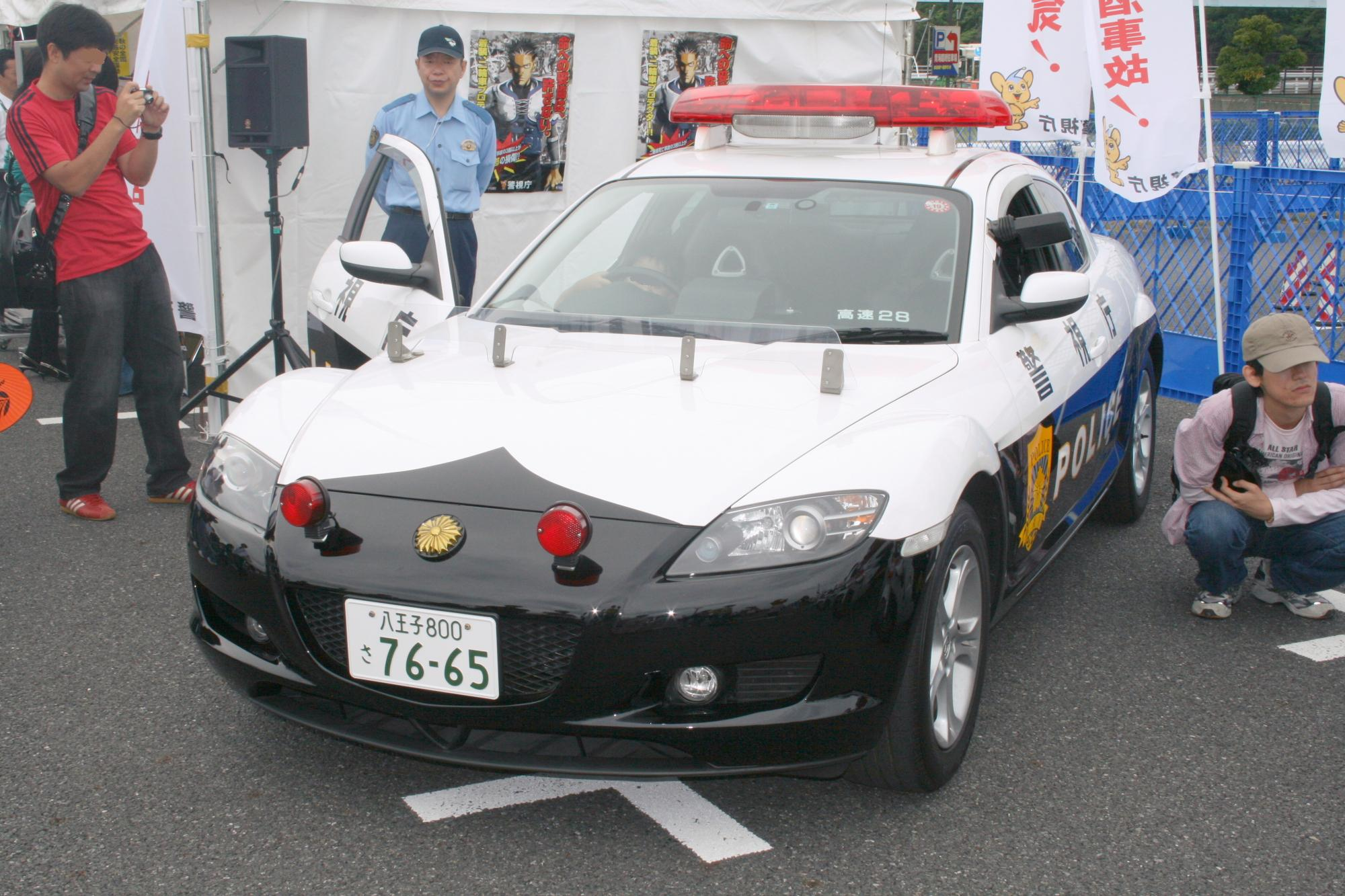
高速道路交通警察隊のパトカー（マツダ・RX-8）
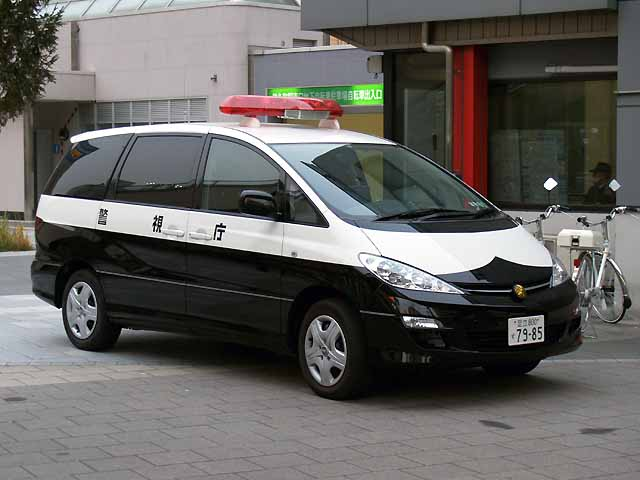
ミニバン型のパトカー（トヨタ・エスティマ）
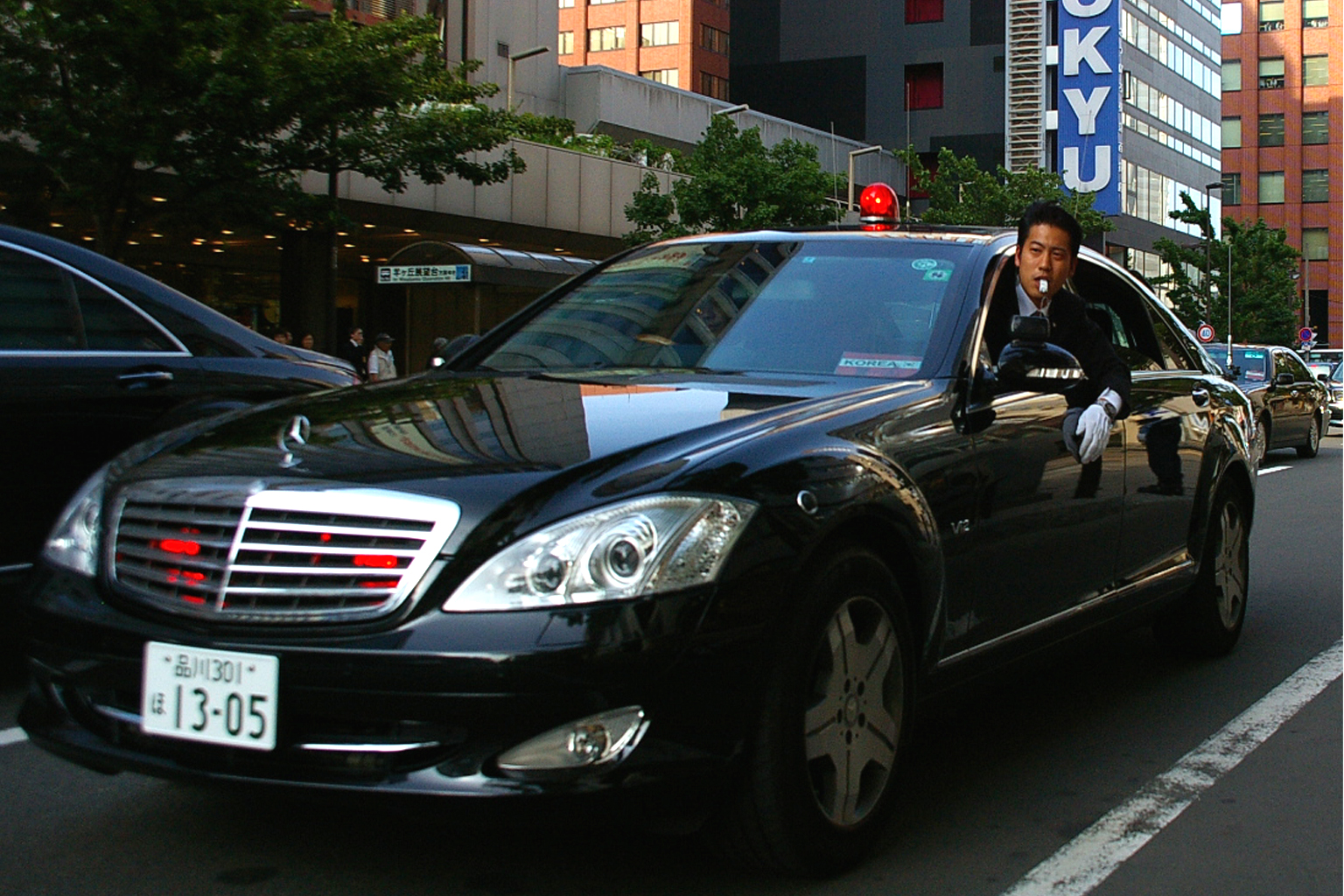
警備部警護課（SP）の警護車（メルセデス・ベンツ・Sクラス）
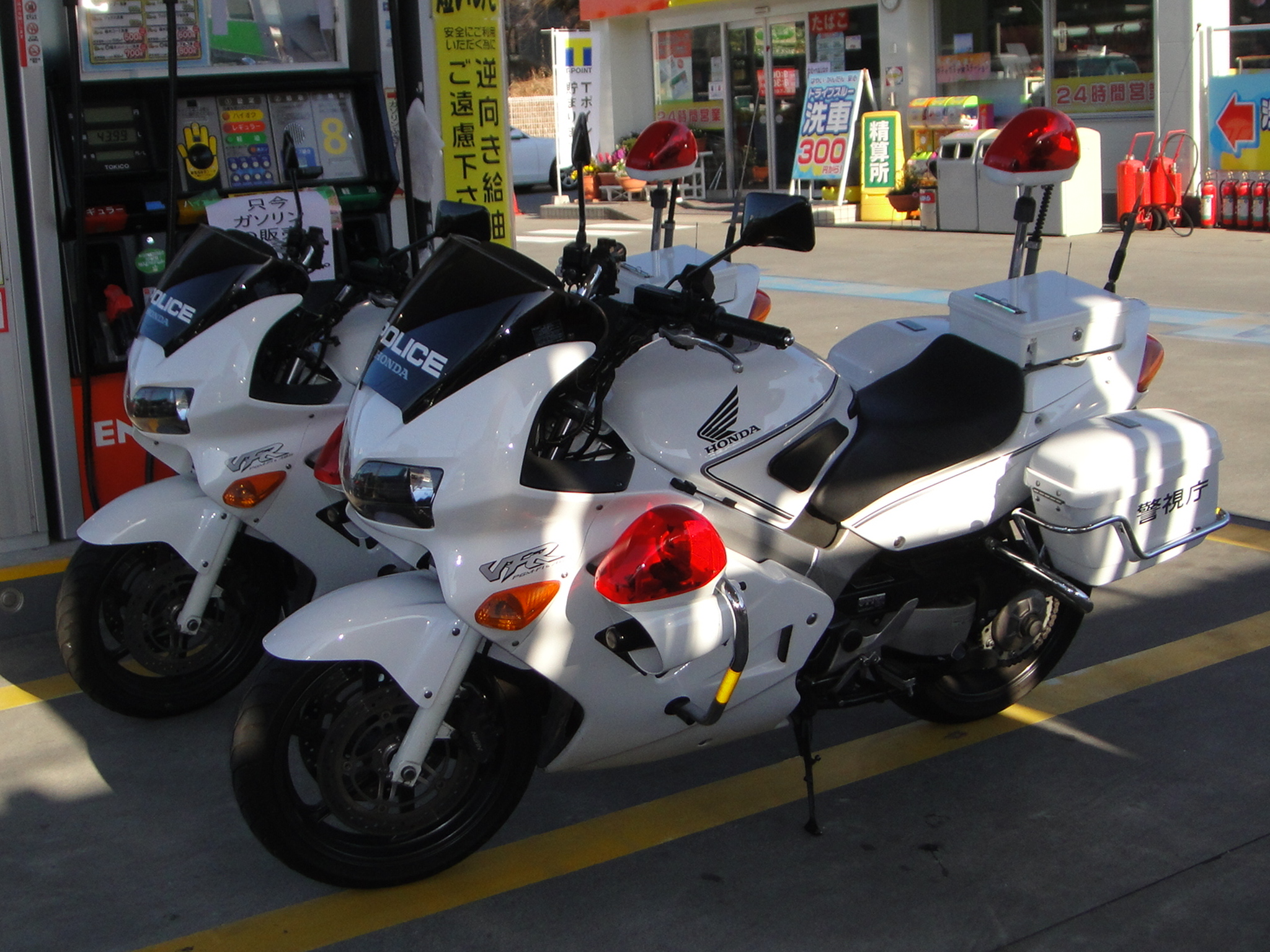
交通機動隊の白バイ（ホンダ・VFR）
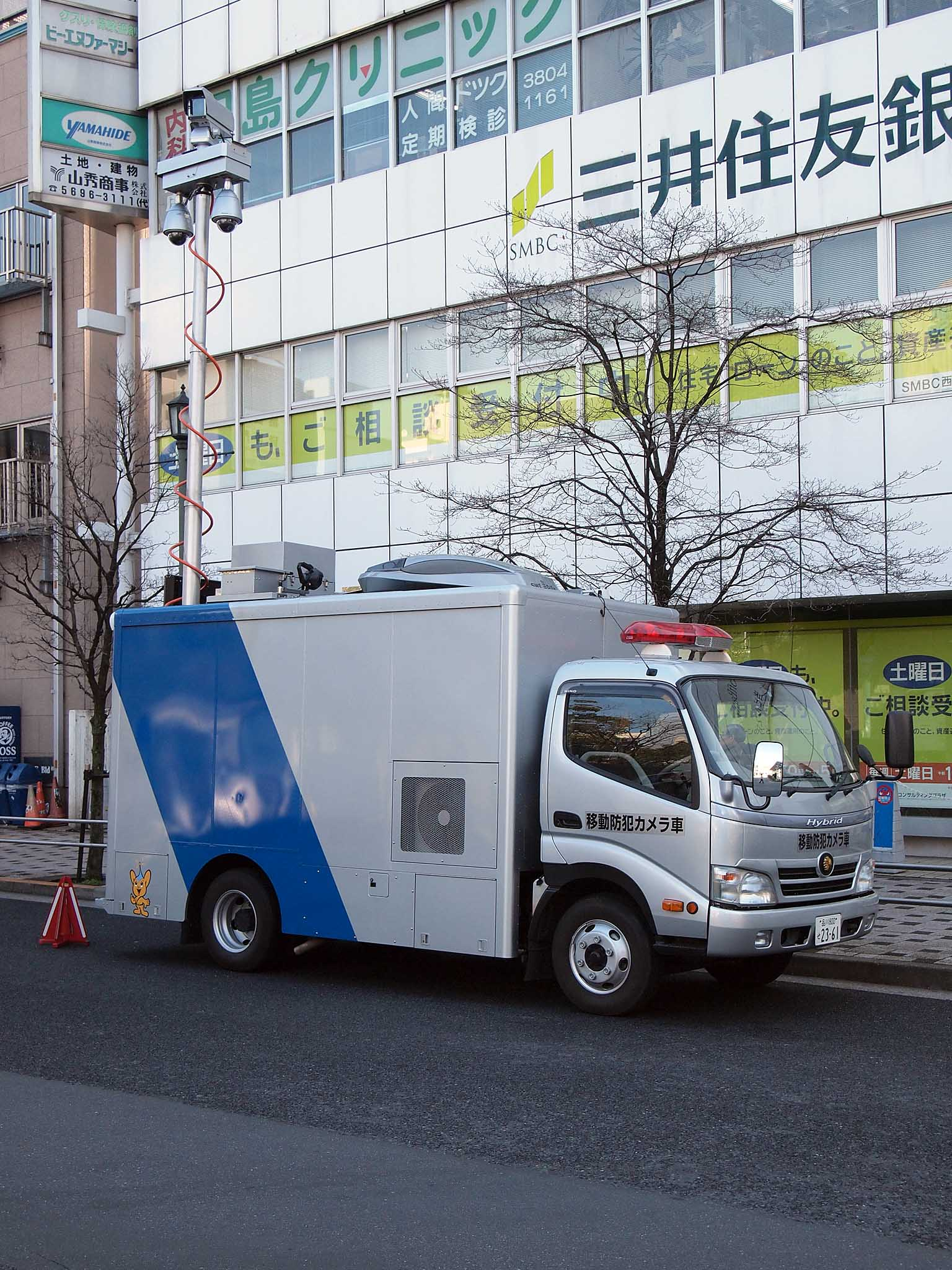
移動防犯カメラ車（日野・デュトロ）
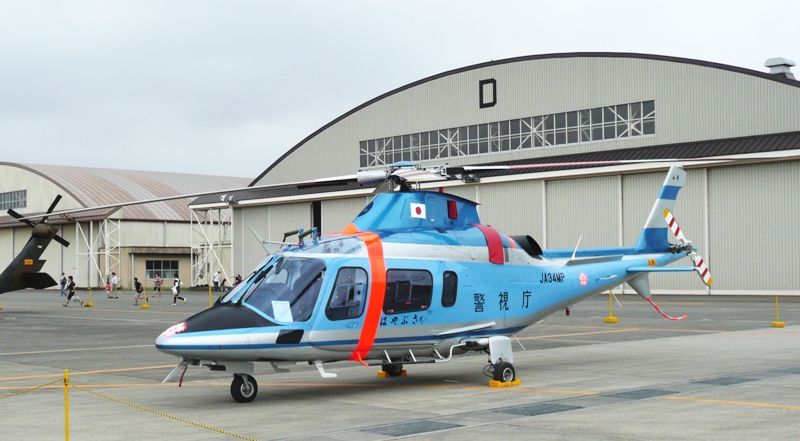
航空隊のヘリコプター「はやぶさ」
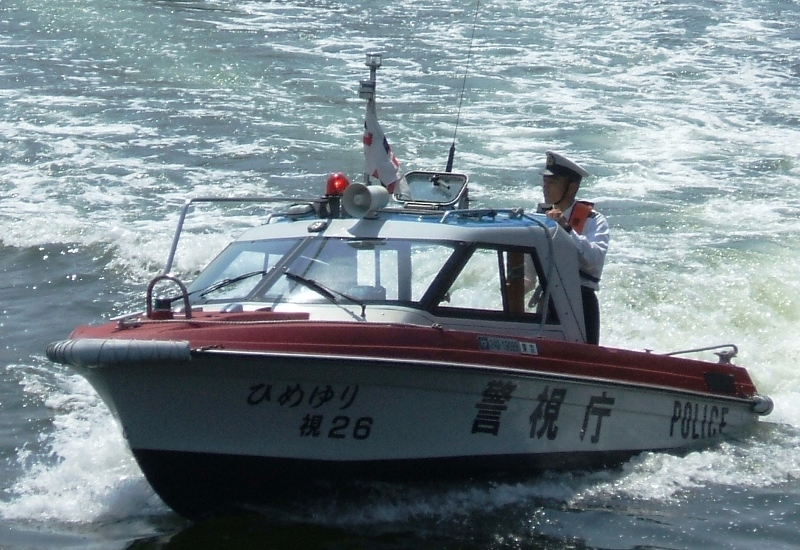
東京湾岸警察署の警備艇「ひめゆり」
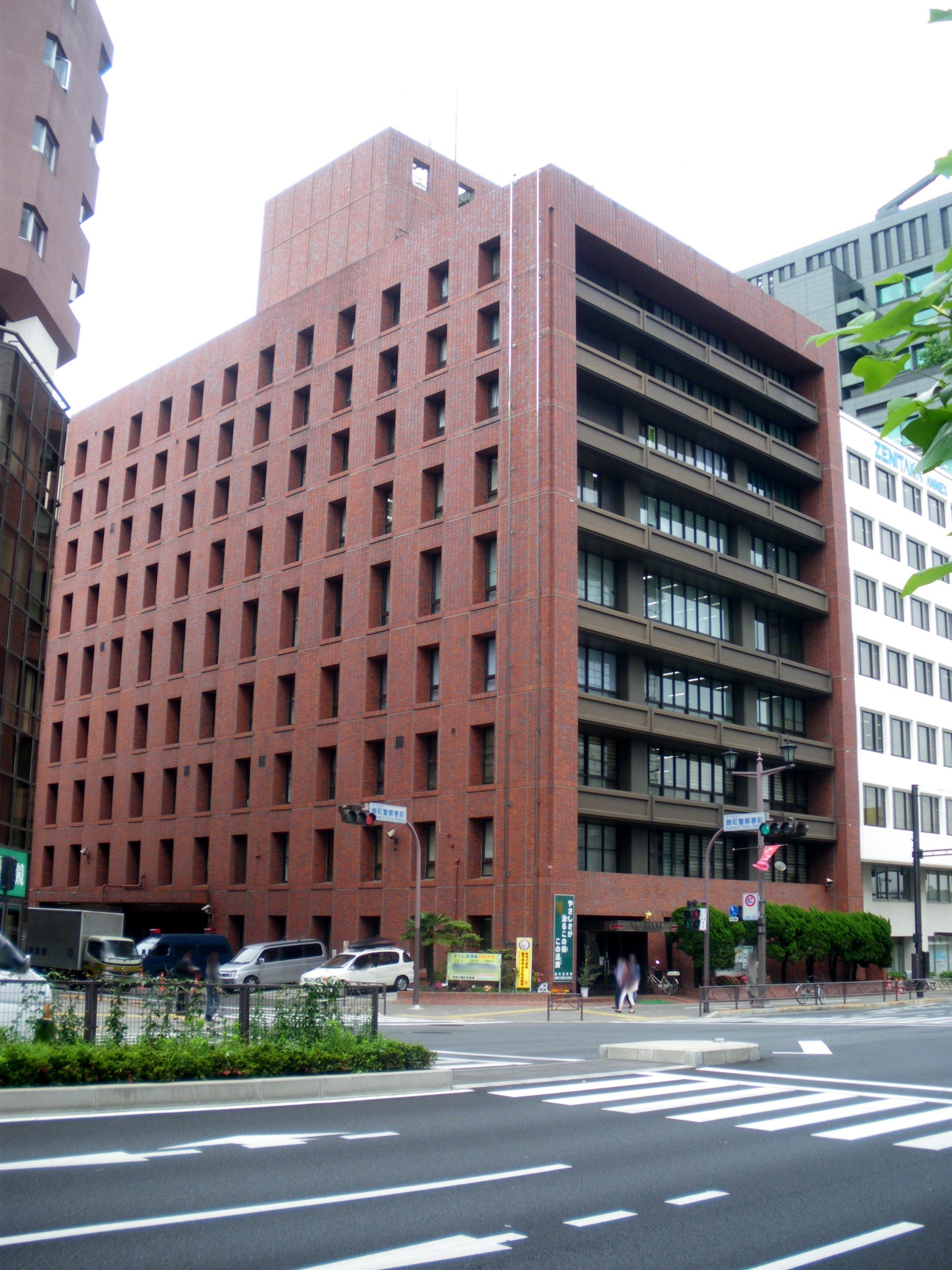
警視庁の筆頭署である麹町警察署
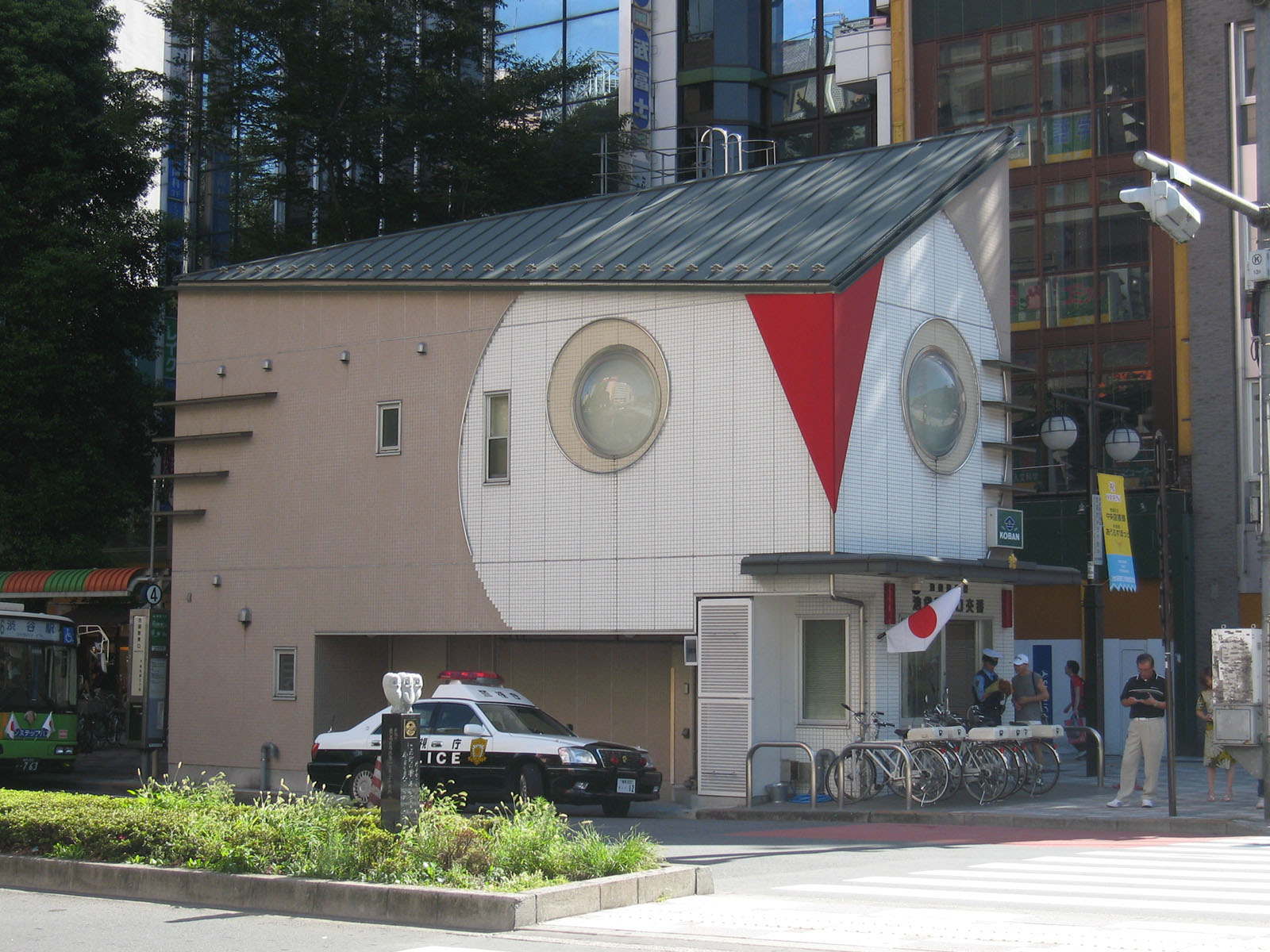
池袋警察署池袋駅東口交番（通称"ふくろう交番"）

## 特科装備
- 機動隊・広域街宣車輌 55台
- 機動隊・爆発物処理班特科車輌
- 機動隊・10t積載型大型トレーラー 37台
- 交通機動隊・道路交通取締支援車輌 50台

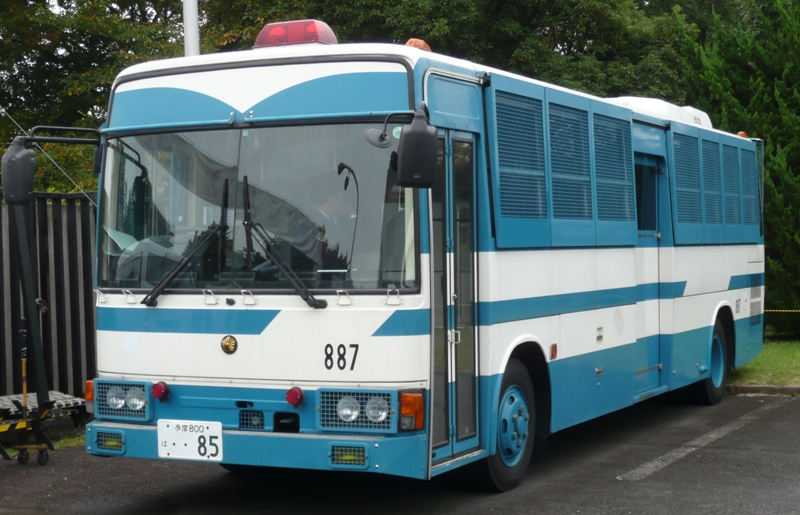
大型輸送車
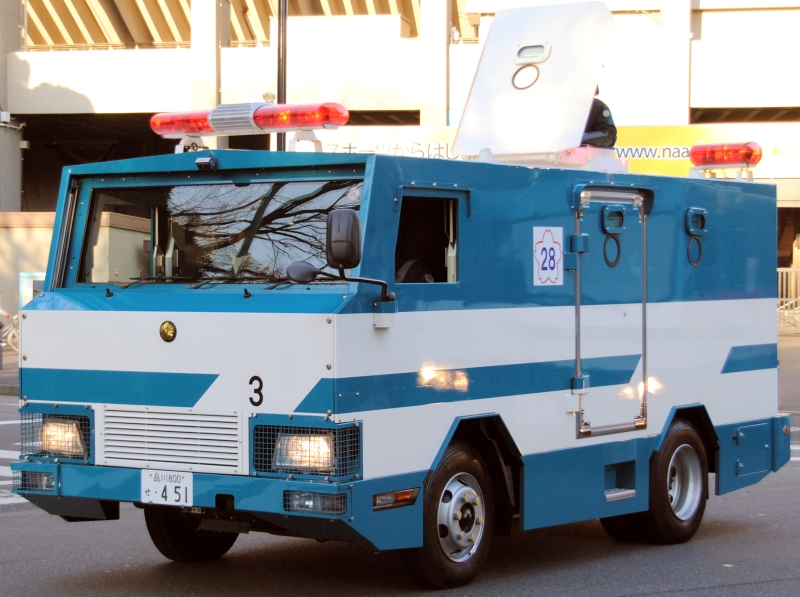
特型警備車
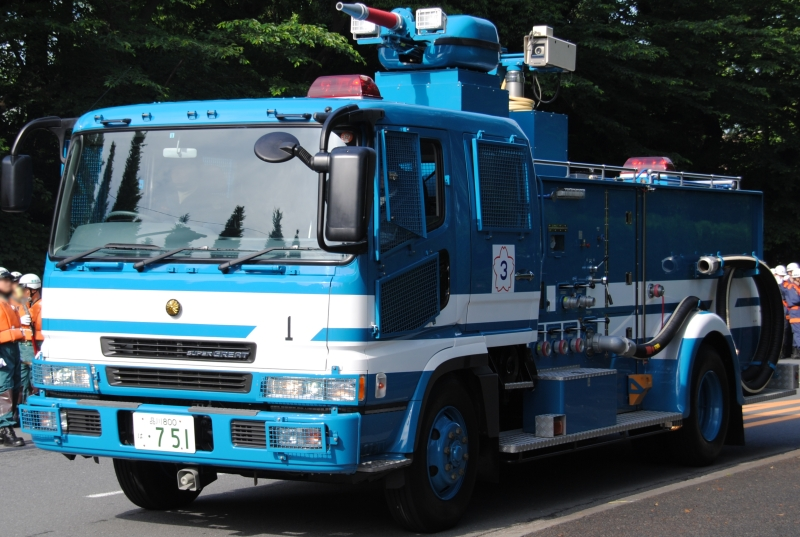
高圧放水車
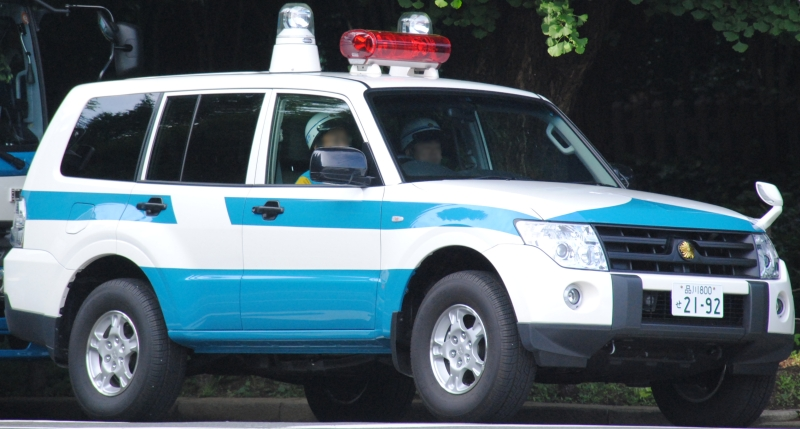
災害活動車
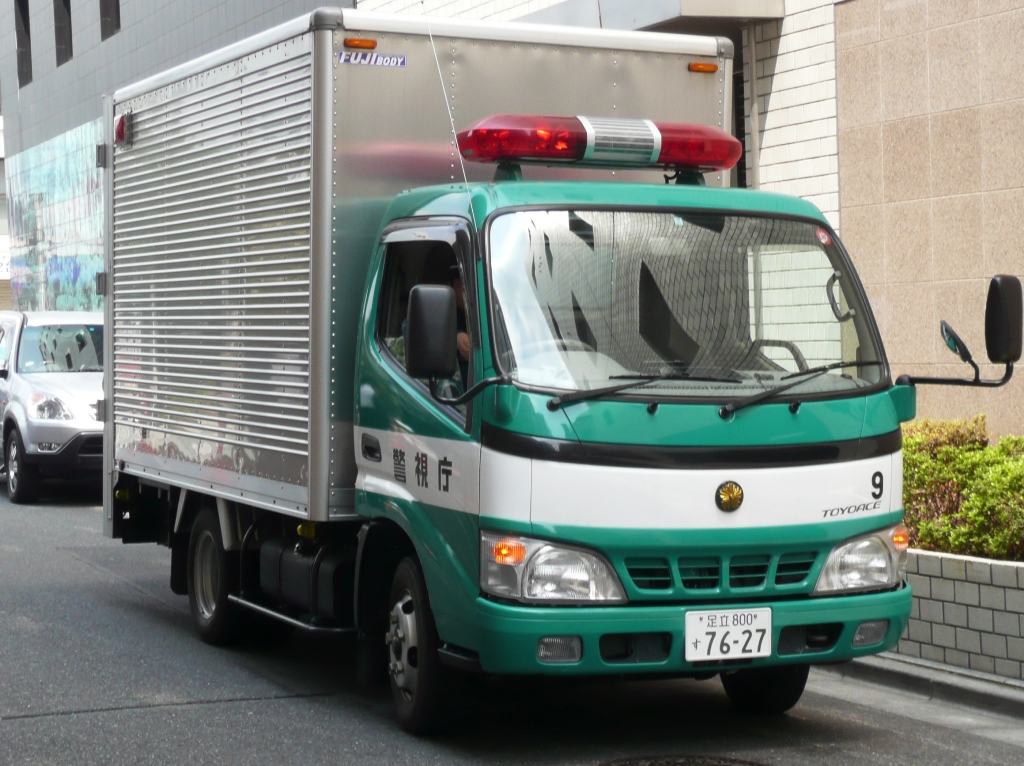
資材運搬車

## 訓練
- 警視庁災害警備総合訓練
- 年頭部隊出動訓練 - 神宮外苑で行われる。一般公開されているので見学できる。また、動画などを警視庁のホームページ上やYouTube公式アカウントで公開している。
- 警視庁主催・射撃訓練 - 警察官限定の内部訓練。

## 広報・運動

### 施設
- 警察博物館

### マスコットキャラクター
- ピーポくん
- 暴力団追放キャラクター - 2007年に一般公募され、1,692の応募名称の中から「ぼうついくん」に決定した。

### 主な式典・イベント・運動
- 警視庁主催水曜コンサート - 演奏は警視庁音楽隊が務める。
- 交通安全パレード
- 芸能人による一日署長・110番の日の一日通信指令本部長
- 交通安全運動
- 全国交通安全運動
- 歳末特別警戒運動
- 薬物取締強化運動
- 暴力団追放運動
- 交通安全教室 - 管内の小学校に警察官を派遣し、交通安全指導を行う。
- 常時防犯運動
- 機動隊観閲式 - 神宮外苑で行われる。日時は発表しないが、一般公開されているので見学できる。
- 警視庁主催納涼大会 - 警察と市民の交流活動。警察署で開催される。
- 携帯電話使用ドライバー摘発取締最強化警戒運動
- 警視庁主催・柔道大会 - 警察官限定の内部イベント。柔道の腕を各署対抗という形で競う。
- 一日署長もちつき大会 - 一日署長イベントが冬季に行われる場合のみ実施される。見学のみできる。
- 警視庁主催・歌謡大会 - 警視庁幹部主導で行われる。アイドル歌手を招いての親睦イベント。
- 警視庁騎馬隊パレード - 交通パレードと併合して開催する。
- 警視庁見学ツアー
- 警視庁白バイ安全運転競技大会
- 警視庁慰霊祭 - 殉職者を偲んで慰霊するために実施する。全国的に実施されており、国家公安委員会委員長・警察庁長官・警視総監も出席する。

## 給与・手当
2015年4月1日現在
- 初任給

1類採用者 - 約217,000円
2類採用者 - 約218,000円
3類採用者 - 約171,000円
一定の勤務経験のある者は左記の額に所定額が加算される。
- 諸手当等

扶養手当、住居手当、通勤手当、また、勤務に応じた特殊勤務手当等が支給され、期末・勤勉手当として、年間を通じ給料月額の4.20か月分が支給される。

## 不祥事・出来事

### 1990年代以前
- 1978年1月 制服警官女子大生殺人事件。北沢警察署外勤課（現・地域課）の巡査が勤務中、巡回連絡先で清泉女子大学の学生を強姦し抵抗されたため殺害。土田國保警視総監が引責辞任。“警視庁開闢以来の不祥事”と話題になった。

### 2000年代
- 2001年1月 板橋警察署副署長や国際組織犯罪特別捜査隊長を務めた警視正を犯歴漏洩容疑で書類送検（武富士事件）[20]。
- 2006年5月 公安部公安第二課長の警視が、5月27日にホームセンターで万引きをした。同庁は警視を停職1ヶ月としたが、事件から2日経つまで発表しなかった。警視は29日付で依願退職。
- 2007年8月 立川警察署地域課の巡査長が知人女性を拳銃で射殺後自らも拳銃で胸を撃ち自殺。当初無理心中とみていたが後の調べで被害者の女性にストーカー行為をしていたことが判明した。
- 2008年11月 総務部施設課管理官の警視が茨城県稲敷市内で道路交通法違反（酒酔い運転）の現行犯で逮捕された。後に懲戒免職。
- 2008年12月 玉川警察署留置係の巡査長が、同署に勾留中の男に携帯電話で通話をさせるなどの不正な便宜を図った上、男から「ばれたらクビだ」などと脅迫され、現金を渡していた[21]。
- 2008年から2009年にかけ、当時八王子署刑事組織犯罪対策課に勤務していた男性警部補（その後本部刑事部刑事総務課に転属）が、自らが担当した殺人や強制わいせつ事件などの捜査書類を7件にわたり放置していたことが判明し、警視庁は2013年3月15日付で3か月の停職処分とし、当時の上司2人も所属長注意などとなった[22]。
- 2009年5月、第十方面交通機動隊白バイ隊員の巡査部長が、実際の速度より速い速度の違反切符を捏造して交付し、虚偽有印公文書作成・同行使などの容疑で東京地検に書類送検された[23]。
- 2009年6月 - 警視庁航空隊のヘリコプターの窓が飛行中に落下した。

### 2010年代
- 2010年2月13日 - 玉川警察署内で、刑事組織犯罪対策課の巡査部長が傷害の疑いで逮捕した被疑者に拳銃を奪われた。被疑者は発砲し、弾が巡査部長に当たり軽傷を負った。
- 2010年3月15日 - 中央大学教授刺殺事件や押尾学事件などを指揮した刑事部捜査第一課長の警視正が、鑑識課長当時から女性警察官（退職）と不倫関係にあり、トラブルになっていたことが発覚し、警務部付に更迭。後に警察庁交通局付に出向し自動車安全運転センター安全運転中央研修所研修部長に就任。後任は鑑識課長・若松敏弘警視（福生警察署長、交通捜査課長を歴任。この人事にあたり警視正に昇任）[24]。
- 30日、警察庁長官狙撃事件について、警視庁公安部が時効成立を機に記者会見を開き、“証拠はないがオウム真理教関係者の犯行”とコメント、また公式サイトで同様の概要を示す[25]。アレフから名誉毀損で提訴され、2013年1月、東京地裁から賠償命令[26]。
- 2010年7月2日 - 第四方面本部長（警視長）が割引価格でゴルフ場を利用していたとして減給1か月の処分。8日付で依願退職。10日には総務部理事官（聴聞官）の男性警視が男性を殴り軽傷を負わせたとして千葉県警察に逮捕された。
- 2010年10月 - 国際テロの捜査情報などが記載された大量のPDF形式での文書が、インターネット上に流出した（警視庁国際テロ捜査情報流出事件）。また、文書には、公安部外事第三課や警察外部の個人情報も含まれていた。ファイル交換ソフトを通じ、故意に流した可能性が高まった。また、海外のサーバーを経由している為に流出元を辿るのは困難になった[27][28]。アレフ名誉毀損事件と本件は、共に青木五郎（現在[いつ?]国際警察センター所長）が公安部長を務めた当時に起きている。
- 2010年12月 - 公安部公安第二課の巡査部長が捜査協力者との接触を装い、受け取った捜査費を女性との交際や深夜帰宅の際のタクシー代などに費消していた事が判明。懲戒免職処分と共に詐欺と業務上横領の容疑で書類送検される[29]。
- 2011年6月 - 葛飾警察署刑事組織犯罪対策課長の警部が当直勤務中に署を抜け出して、女性と飲食店でデート。17日、警部補に降格処分。
- 2011年7月 - 品川美容外科の医療過誤事件の捜査を担当していた刑事部捜査第一課の警部が同院に再就職していたOBに捜査資料のコピーを渡していた疑いでOB2名とともに逮捕された。直属上司の一課調査担当（警視）、特殊犯罪対策官（警視）と捜査第一課長も監督責任を問われ9月に減給や戒告の処分。
- 2011年12月 - オウム真理教事件で特別手配されていた平田信が、警視庁本部に「平田信です」と名乗った上で出頭してきたが、出頭に応対した警備の機動隊員は、悪質ないたずらと判断し、丸の内警察署に出頭するよう案内していた。再逃亡される恐れがあったなどとして、本部の対応が批判の対象となった。
- 2012年3月21日 - 昭島警察署地域課所属の男性巡査部長が、世田谷区内の交差点で右折しようとした際、女性の運転する自転車と接触し、女性は打撲などを負った。事故を起こした巡査部長は、女性に虚偽の電話番号を伝えた上、事故を通報せず立ち去った。警視庁はひき逃げの疑いで事情を聴いている状況である[30]。
- 2012年10月11日 - 麻布警察署と池袋警察署両署の刑事課長をつとめた男性警視が、捜査費を流用して、部下や同僚と飲食していた疑いで、業務上横領で捜査していることが明らかになった[31]。
- 2013年4月から5月にかけ、田園調布警察署の51歳の男性巡査部長が、大田区内で複数の放置自転車を、部下に指示して持ち去らせた上、修理して別の場所に置き、別の者が持ち去るのを待った。実際に持ち去られた自転車も1台あった模様である。警視庁はこの巡査部長を停職処分とした上、巡査部長の指示に従った部下の巡査・巡査長計4人を所属長訓戒とした。また、関わった警察官はいずれも占有離脱物横領容疑で書類送検された[32]。
- 2012年12月から2013年3月にかけ、渋谷警察署組織犯罪対策課の46歳の男性警部補が、事件と無関係の男性について、署長名で「捜査関係事項照会書」を作成し、自治体や携帯電話会社に送り個人情報を調べていたことが、その後2013年11月に判明。被害に遭った男性は、当該の警部補と知り合い一時交際していた女性が、その後交際するようになっていた。警視庁はこの警部補を、虚偽有印公文書作成や公務員職権濫用容疑で書類送検した[33]。
- 2013年10月15日 - 綾瀬警察署の24歳の男性巡査長が、「騒音の苦情処理に行く」と言い残して、拳銃を所持したまま、勤務する交番を出てそのまま行方不明となった。その後、東京駅の便所からこの巡査長の制服が発見された。この巡査長は東京駅から宇都宮駅まで東北新幹線を利用していたことが明らかとなり、警視庁は同月18日に、この巡査長を宿泊していた宇都宮市内のホテルで逮捕した[34]。
- 2014年2月、蒲田警察署地域課の男性巡査長が、署内のトイレで拳銃で自殺した。警視庁の調べで、この巡査長の上司に当たる男性警部補が、この巡査長を含む数名の部下の警察官に対し、「身の振り方を考えろ」などの暴言を吐くなどして辞職を強要していたことが明らかとなり、警視庁は同年4月に、この警部補を減給処分としたほか、当時の地域課長や署長についても訓戒や口頭注意の処分とした[35]。
- 2014年4月、蔵前警察署の24歳男性巡査が埼玉県狭山市のマンションから飛び降り自殺した。マンションの巡査の部屋からは警視庁田無警察署の24歳女性巡査が殺されているのが発見。男性巡査が交際していた女性巡査を殺した後、自殺した無理心中事件とみられる[36]。
- 2014年9月、警視庁が捜査した事件のうち、公訴時効を迎えた事件の証拠品や捜査書類など約1万点が、東京地方検察庁に送致されていないことが明らかになった。刑事訴訟法に違反するが、警視庁は、捜査は適切に行われてきたとして、関係者の処分は実施しないとしている[37]。
- 2015年1月、内偵捜査を行っているように装う形で捜査費計約15万円を騙し取ったり着服したりしたとして、警視庁は生活安全特別捜査隊の53歳の男性警部補を詐欺罪と業務上横領罪で書類送検した上、懲戒免職処分とした。また、これ以外にも捜査費を捜査と無関係な駐車料金などに充てていた男性警部補らも減給などの処分となっている[38]。
- 2015年4月23日、路上で女子高校生の体を触ったとして、埼玉県警は22日、警視庁駒込警察署の巡査長を強制わいせつの疑いで緊急逮捕した[39]。
- 2015年6月19日、女性を盗撮したとして、警視庁は、東京都迷惑防止条例違反の疑いで、大崎警察署の刑事組織犯罪対策課の男性巡査部長を書類送検し、停職1カ月の懲戒処分とした。巡査部長は同日、辞職した[40]。
- 2015年10月と2016年2月に、田園調布警察署地域課の男性警部補2人が相次いで自殺した。2人の制服のポケットから、同一の上司を名指しするメモが見付かり、警視庁が調査した結果、この上司が仕事上のトラブルについて、自殺した2人の警部補を厳しく叱責していたことが確認された。警視庁としては、パワーハラスメント行為は無かったものの、品位に欠ける言動が見られたとして、2016年6月に当該の上司を訓戒処分とし、上司は処分後に退職[41]。
- 2015年12月19日 - 高井戸警察署が万引きに関与したとして当時中学生だった男子生徒2人を任意で聴取。その際、取り調べの警察官が「否認すれば牢屋に入れるんだぞ！」「少年院にぶちこむからな」「お前の人生終わり、高校行けねえから」などと高圧的に罵倒、2時間にわたり自白を迫った。中学生はそれぞれ別々の部屋で取り調べを受けたが、そこでは立会人もなく、黙秘権も告知されず、2人の少年はいったんは犯行を認めてしまったが、その後、少年たちが万引きに関与していなかったことが明らかになった。少年側は東京弁護士会に対して、人権救済の申立てを行い、そのため弁護士会が高井戸警察署に人権侵害にあたると「警告書」を発した。自宅を訪れた警察官の態度が高圧的だったことに不安を感じた少年の母親が少年にICレコーダーを持たせたため、取り調べ中の警察官の暴言が記録されていた。録音を証拠として提出された高井戸警察署は「取り調べの際に不適切な言動があった。2人が万引きを強要した事実はなかった」と、2人の両親らに謝罪した[42]。
- 新宿警察署留置管理課の23歳の女性巡査が、交際していた暴力団組員に捜査情報を漏洩したとして、地方公務員法違反容疑で書類送検の上、停職3か月の処分となった[43]。
- 2018年5月29日、世田谷警察署交通官の58歳の男性警視が、東京都渋谷区の路上で女性の体を触ったとして、7月13日に東京都迷惑防止条例違反容疑で書類送検された[44]。
- 2018年11月30日、刑事部所属の51歳の男性警部と、その部下の33歳と29歳の男性巡査部長ら捜査員3人が、窃盗事件の捜査に当たりGPS端末を使用していたにもかかわらず、裁判で「使用していない」との虚偽の証言を行ったとして、警視庁は4人を偽証罪で書類送検した上、停職などの処分とした[45]。
- 2019年8月18日 - JR四ツ谷駅前の交差点を青信号で横断歩道を渡っていた男児（5歳）が薬物事件の尿鑑定のため、新宿警察署から本部庁舎に向かう途中だった緊急走行中のパトカーにはねられ、意識不明の重体となり、9月13日に死亡した。警視庁は運転していた新宿警察署地域課の男性巡査部長（51歳）を自動車の運転により人を死傷させる行為等の処罰に関する法律違反（過失致死）容疑で調べている[46]。11月26日、警視庁は男性巡査部長を自動車運転処罰法違反（過失致死）容疑で書類送検した。また警視庁は起訴を求める「厳重処分」の意見書を付けた[47]。巡査部長は2020年6月に同罪で起訴され、同年10月に東京地裁から禁錮2年6月、執行猶予3年の判決を言い渡された。同月9日、警視庁は巡査部長を減給100分の10（6カ月）の懲戒処分にした。同日、巡査部長は依願退職した[48]。2024年5月23日、東京地裁は「緊急走行中とはいえ赤信号にもかかわらず十分減速せず直進しており、運転していた警察官の過失は相応に大きい」と指摘し、東京都に対し、遺族に計約6600万円を支払うよう命じた[49]。

### 2020年代
- 2020年2月4日 - 警務部人事第一課監察係の男性巡査部長（29歳）が府中市の路上を1人で歩いていた同市内の自営業の女性（70代）から、自転車で追い抜きざまに現金約4万円などが入ったハンドバッグをひったくった。3月19日、窃盗容疑で逮捕。男性巡査部長は容疑を認めた。男性巡査部長は職員の不祥事に関する手続きなどを担当していた[50]。
- 2020年03月27日 - 大崎警察署交通課の男性警部補（60歳）が、2018年12月に東京都品川区内で発生した交通人身事故について、2019年6月、交通事故の捜査結果を検察庁に送致したように見せ掛けるため、捜査書類に虚偽の内容を記載して、交通課長に提出した。男性警部補は「捜査が進んでいないことが発覚するのを恐れた」と供述している。警視庁は、3月27日、男性警部補を虚偽有印公文書作成・同行使容疑で書類送検し、男性警部補を停職1ヵ月の懲戒処分とした。同日付で男性警部補は依願退職。2017年5月と2018年10月に起きた交通事故についても書類を偽造した疑いがあるため、警視庁は後日書類送検する方針[51]。
- 2020年6月26日 - 蔵前警察署交通課長の男性警視（56歳）が当番責任者として勤務中に焼酎ロックなどをマグカップで3杯飲酒。様子がおかしいことに気づいた署員が上司に連絡して署長らが駆けつけ、飲酒検査を行い、アルコールを検出した。当番責任者は宿直時間帯の事件など重大事案などにも対応する。警視庁は7月3日、男性警視を減給100分の10（3カ月）の懲戒処分にした。男性警視は同日付で依願退職[52]。
- 2020年7月17日 - 刑事部捜査第一課特殊犯捜査係の男性警部補（44歳）が2015年2月～2020年1月に計57回、通勤などの電車賃や私的な駐車場代を捜査用諸雑費として申請し、計13万1,385円の不正利益を得ていた。2020年2月、通勤に小児用回数券を使用したことが東京メトロからの連絡で発覚し、同庁が諸雑費の申請状況を点検し、発覚した。警視庁は男性警部補を虚偽有印公文書作成・同行使と詐欺の容疑で東京地方検察庁に書類送検し、同日付で男性警部補を懲戒免職とした。男性警部補は調べに「将来に備えて少しでも節約したかった」と供述しているという[53]。
- 2020年7月19日 - 警視庁総務部留置管理第一課の男性主事（54歳）が東京都北区の環状7号線に倒れていた男性（21）を車でひいて死亡させた上、逃走した自動車の運転により人を死傷させる行為等の処罰に関する法律違反（過失致死）と道路交通法違反（ひき逃げ）の疑いで逮捕される。男性主事は目撃者を装って119番通報、駆け付けた警察官に仕事があると伝え職場に向かった。「仕事に遅れると思い、職場に通勤することを優先してしまった」という趣旨の供述をしている。また、自家用車で通勤するには所属長の許可が必要だが、男性主事は事前に届け出ていなかった[54][55]。
- 2020年11月20日（処分日） - 生活安全部保安課課長代理の男性警視（62歳）が、2019年1月〜2020年4月、東京近郊の自宅から東京都台東区の勤務先までの通勤や帰宅時に公用車を利用。事件捜査などの場合に認められる通行券で、高速道路を無料で57往復していた。不正に支払いを免れていた高速利用代は計約8万8千円で、男性警視は返還手続きを行った。11月20日、警視庁は男性警視を減給100分の10（3ヵ月）の懲戒処分とした。男性警視は同日付で依願退職[56]。
- 2020年12月18日 - 第六機動隊の男性巡査（25歳）が、3～10月、都内各地で警備を行った際、待機場所で20～30代の隊員7人の荷物から、現金計9万3千円を抜き取った。男性巡査は「自分のお金を極力使いたくなかった。食費などに使った」などと説明。12月18日、警視庁は男性巡査を停職1ヵ月の懲戒処分とした。男性巡査は同日付で依願退職[57]。
- 2021年2月15日 - 警視庁は過去に刑事部捜査第一課長をつとめその後新宿警察署長に就任していた50代の男性警視正に対し「警務部付」に異動させる人事を発表した。新宿警察署では緊急走行中のパトカーが男児をはね死亡させる事故や窃盗容疑で外国人を誤認逮捕する不祥事が発生していたこと。また署長本人も関係の深かった女性職員を私的に人事異動させていたことなどが発覚したため署長の任を解かれた。
- 2022年4月10日 - 警察署内にある自分の机の引き出しに覚醒剤を所持したとして、警視庁は浅草警察署組織犯罪対策課の警部補（51）を覚醒剤取締法違反（所持）の現行犯で逮捕した。警部補は「簡易検査の教材に使おうと思った」と供述しているという[58]。
- 2022年10月7日 - 9月30日、故安倍晋三国葬儀に伴う要人警護のため、都外の警察本部から派遣された警察官の拳銃4丁の管理を怠り一時紛失させたとして、警護課の男性警部補が減給の懲戒処分を受けた[59]。
- 2025年5月14日 - 臨場した火災現場で現金計約300万円を盗んだとして、警視庁は窃盗容疑で捜査1課の火災犯捜査係の係長を務めていた警部を逮捕した[60][61]。7月25日、警視庁は警部を懲戒免職処分とした。警部は3件の窃盗について立件された。ほかにも5件の火災現場で計約310万円を盗んだことを認めていたが、いずれも住人が死亡し、親族が特定できないなどしたため被害届を受理できず、警視庁は立件を見送った[62]。
- 2025年8月7日 - 警察官の寮に入る女性署員に対してセクハラ発言をしたとして、警視庁町田警察署の男性署長が警視総監注意の処分を受けたことがわかった[63]。男性は同月18日付で辞職した。

### 冤罪事件
ここでは警視庁が関わった冤罪が確定（一部も含む）した事件について扱う。
- 城東署覚醒剤所持捏造事件
- 青梅事件
- 土田・日石・ピース缶爆弾事件
- 東京都中野区暴力団組員殺害事件
- 八丈島事件
- 東京都内少年連続ひったくり事件
- 東京中野放火事件
- 東京・柳島自転車商一家殺人事件
- 東電OL殺人事件

### 神奈川県警との犬猿関係
警視庁と神奈川県警の関係は西の大阪府警と兵庫県警のように不仲として知られる。不仲となった原因には1972年のあさま山荘事件にある。
この事件では警視庁機動隊が現場に動員された。現地は浅間山山中ということもあり日中でも氷点下を下回り夜にはマイナス10度を超えない極寒であるため警視庁は現場の機動隊員らにカップ麺とお湯を用意し50円で販売したのだが、警視庁だけで神奈川県警と長野県警には販売しなかった。これには両県警は激怒し、結局は70円と割高で販売したことにより警視庁と神奈川県警の不仲が決定的になったといわれている。
また、この対立はオウム真理教事件における初動捜査が遅れたことによる混乱がメディアに取り上げられ、一般に知れ渡るようになった。